# Harry Potter y el prisionero de Azkaban (película)
Harry Potter y el prisionero de Azkaban (título original en inglés: Harry Potter and the Prisoner of Azkaban) es la tercera película de la serie de películas de Harry Potter y de la franquicia Mundo Mágico. Fue dirigida por el director mexicano Alfonso Cuarón. La película se basó en la novela homónima de la escritora J. K. Rowling y se estrenó el 4 de junio de 2004, un año y medio después de haberse estrenado la película anterior, Harry Potter y la cámara secreta.
El guion —a cargo de Steve Kloves— presenta una adaptación de la novela que se tomó más libertades que en el caso de las dos primeras películas de la serie. Este hecho provocó reacciones muy diversas entre los aficionados más partidarios de una adaptación fiel del texto literario. El largometraje presta una mayor atención a la maduración psicológica y sexual del trío protagonista y, según la crítica, presenta un tono más oscuro y acorde con la historia del fugitivo Sirius Black, supuesto ferviente servidor del hombre que dejó sin familia a Harry Potter. A pesar de los cambios de tono, continuidad y elenco, El prisionero de Azkaban es, hasta el momento, una de las películas de la serie que más críticas positivas ha conseguido. Además, la propia novelista declaró en su momento que El prisionero de Azkaban era su adaptación favorita hasta la fecha.
La duración de la cinta —141 minutos— la convirtió en su momento en la más breve de la serie, aun cuando la novela en que se basaba tenía una extensión mayor a la de sus predecesoras. La película conservó este puesto hasta que fue estrenado el quinto largometraje de la serie.
Con uno ingresos de $795 634 069, se convirtió en uno de los éxitos comerciales del año 2004, aunque las cifras de su recaudación la convirtieron en la película menos exitosa de la franquicia. Aun así, muchos críticos y fanáticos hasta el día de hoy, consideran a la película como la mejor de toda la saga cinematográfica. 
En cuanto a los reconocimientos obtenidos, El prisionero de Azkaban recibió dos nominaciones a los premios Óscar de 2005 en las categorías de mejor banda sonora y mejores efectos especiales. También consiguió cuatro nominaciones en los premios BAFTA en 2005 y nueve a los premios Saturn.

## Argumento
Harry Potter ha pasado otro verano insatisfactorio con los Dursley. Cuando la tía Marge insulta a sus padres, pierde los estribos y hace que ésta se infle accidentalmente como un globo y se aleje flotando. Harto de todo, Harry se va de la casa de los Dursley con su equipaje. El Autobús Noctámbulo lo lleva al Caldero Chorreante, donde es perdonado por Cornelius Fudge, el ministro de Magia, por usar la magia fuera de Hogwarts. Después de reunirse con sus mejores amigos Ron Weasley y Hermione Granger, Harry descubre que Sirius Black, un convicto partidario del mago oscuro lord Voldemort, escapó de la prisión de Azkaban y tiene la intención de matarlo.
El trío regresa en el Expreso de Hogwarts para el  tercer año escolar en Hogwarts, solo para que los dementores suban repentinamente al tren buscando a Sirius. Uno de ellos entra en el compartimento del trío, haciendo que Harry se desmaye, pero el nuevo profesor de Defensa contra las Artes Oscuras, el profesor Lupin, repele al dementor con un encantamiento patronus. En Hogwarts, el director Albus Dumbledore anuncia que los dementores vigilarán la escuela mientras Sirius esté en libertad. El jardinero de Hogwarts, Rubeus Hagrid, es anunciado como el nuevo maestro de Cuidado de Criaturas Mágicas; su primera clase sale mal cuando Draco Malfoy provoca deliberadamente al hipogrifo Buckbeak, que lo ataca. Draco exagera su lesión, y su padre Lucius Malfoy hace que más tarde Buckbeak sea sentenciado a muerte.
El retrato de la Dama Gorda, que guarda los cuartos de Gryffindor, se encuentra estropeado y vacío. Aterrorizada y escondida en otra pintura, la Dama le dice a Dumbledore que Sirius consiguió entrar en el castillo. Durante un apasionado partido de quidditch contra Hufflepuff, los dementores atacan a Harry y hacen que se caiga del palo de su escoba. En Hogsmeade, Harry se sorprende al saber que Sirius no solo había sido el mejor amigo de su padre y que lo había traicionado aparentemente con Voldemort, sino que también era su padrino. Lupin le enseña en privado a Harry a defenderse de los dementores, usando el encantamiento patronus.
Después de que Harry, Ron y Hermione se dispusieran a presenciar la ejecución de Buckbeak, la rata mascota de Ron, Scabbers, lo muerde y escapa. Cuando Ron lo persigue, aparece un perro grande que arrastra a ambos a un agujero en la base del sauce boxeador. Esto lleva al trío a través de un pasaje subterráneo a la casa de los Gritos, donde descubren que el perro es en realidad Sirius, que es un animago. Lupin llega y abraza a Sirius como un viejo amigo. Admite ser un hombre lobo, y explica que Sirius es inocente de traicionar a los Potter con Voldemort, así como de asesinar a doce muggles y a su amigo en común, Peter Pettigrew. Se revela que Scabbers es en realidad Pettigrew, un animago que traicionó a los Potter y cometió los asesinatos.
Snape llega para detener a Black, pero Harry lo deja inconsciente con el hechizo expelliarmus. Después de obligar a Pettigrew a volver a su forma humana, Lupin y Sirius se preparan para matarlo, pero Harry los convence de entregar a Pettigrew a los dementores.
Cuando el grupo se va, sale la luna llena y Lupin se transforma en un hombre lobo. Sirius se transforma en su forma de perro para luchar contra él. En medio del caos, Pettigrew se transforma de nuevo en una rata y escapa. Harry y Sirius son atacados por dementores, y Harry ve en la distancia una figura que los salva lanzando un poderoso hechizo patronus. Cree que la figura misteriosa es su padre fallecido, antes de caer desmayado. Se despierta y descubre que Sirius ha sido capturado y sentenciado al beso del dementor.
Siguiendo el consejo de Dumbledore, Harry y Hermione viajan en el tiempo con el giratiempo de Hermione y se ven a sí mismos y a Ron repetir los eventos de la noche anterior. Salvan a Buckbeak de ser ejecutado y presencian a los dementores dominar a Harry y Sirius. El presente Harry se da cuenta de que en realidad fue él quien conjuró el patronus, por lo que lo vuelve a hacer. Harry y Hermione rescatan a Sirius, quien escapa con Buckbeak. Descubierto de ser en realidad un hombre lobo, Lupin renuncia a la enseñanza para evitar el alboroto de los padres de sus alumnos. También le devuelve a Harry el mapa del Merodeador, al no tener ya autoridad para usarlo en la confiscación de contrabando. Sirius le envía a Harry una Saeta de Fuego, un modelo de escoba que el monta felizmente para dar un paseo.

## Dirección
Poco antes del estreno de Harry Potter y la cámara secreta, se anunció que Chris Columbus, director de los dos primeros largometrajes, no estaría al frente de la tercera parte aunque sí ocuparía el cargo de productor. La decisión de Columbus se debió a que deseaba pasar más tiempo con su familia, lo cual no podía hacer debido a la gran demanda de tiempo que exigen filmes de esa envergadura. Comenzó entonces la búsqueda y etapa de negociaciones con otros realizadores entre los se mencionó a Kenneth Branagh (quien había actuado en Harry Potter y la cámara secreta) y a Callie Khouri. El proyecto también le fue ofrecido al director mexicano Guillermo del Toro quien rechazó la oferta basándose en los resultados de las películas realizadas hasta el momento (para su gusto demasiado infantiles y suavizadas en detrimento del aire dickensiano de las novelas de J. K. Rowling) pero sugirió para la dirección del filme a su compatriota Alfonso Cuarón sobre la base de sus trabajos anteriores. Marc Forster también rechazó el cargo de director ya que había trabajado con temas similares y niños actores en Finding Neverland, por lo que no quería repetirse.
Finalmente se anunció que el cargo sería ocupado por el realizador mexicano Alfonso Cuarón; En un principio Cuarón no mostraba mucho interés por dirigir este largometraje pero fue Guillermo del Toro (amigo suyo) quien lo convenció de tomar la dirección de la película cuando los productores le ofrecieron el proyecto tras ver su trabajo en la adaptación de la novela La princesita de Frances Hodgson Burnett, nombramiento que fue avalado por la propia autora de Harry Potter J. K. Rowling por ser uno de sus libros favoritos y elogió la mencionada adaptación a la pantalla grande así como otra de las películas del realizador, Y tu mamá también.

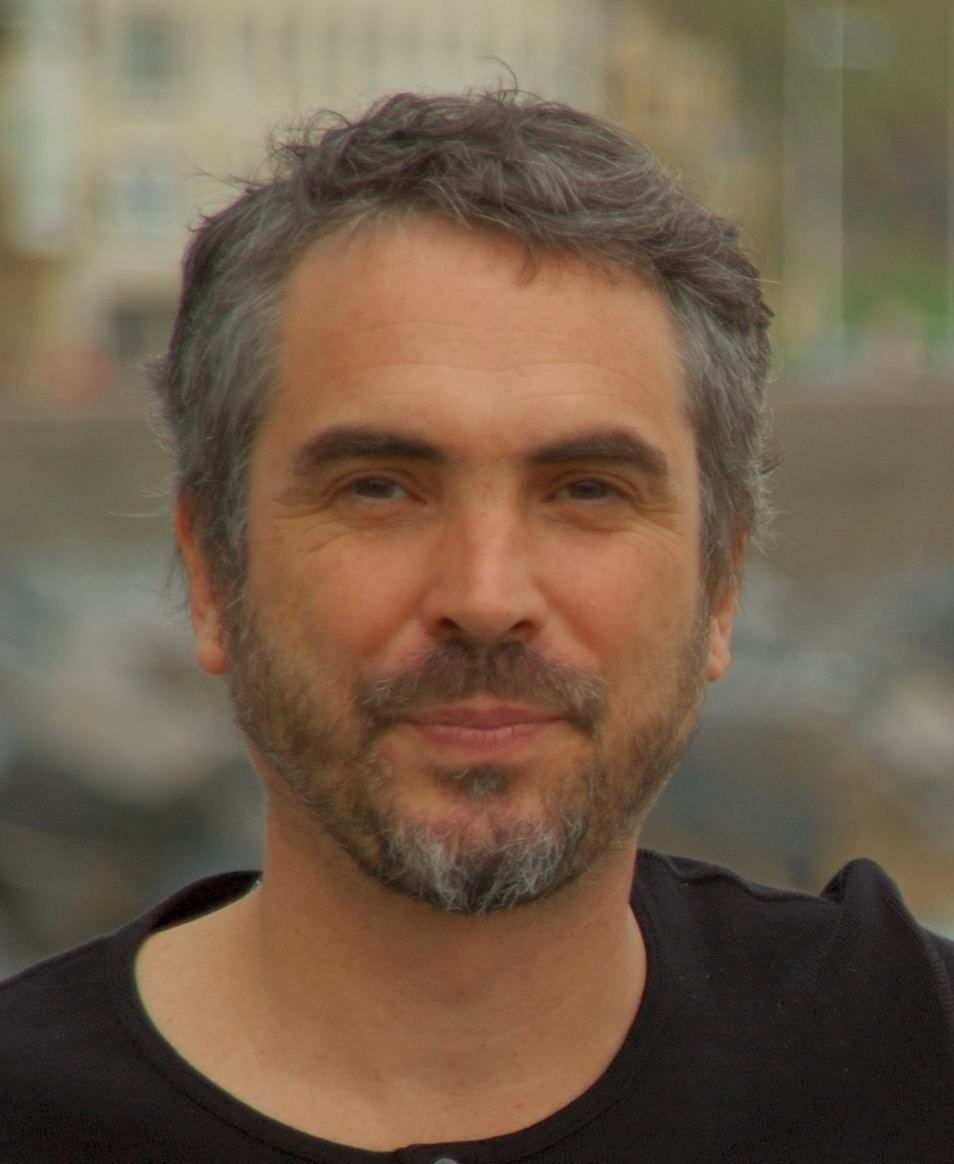
Alfonso Cuarón

El realizador no había leído los libros con anterioridad y apenas conocía el mundo imaginado por la escritora británica. Los actores Gael García Bernal y Diego Luna le hablaron sobre el universo creado por Rowling durante las giras promocionales de Y tu mamá también, momento en que Cuarón recibió el guion; Guillermo del Toro también lo había instado a realizar la película centrándose en el cambio de la niñez a la adolescencia que sería la trama a trabajar. Una vez que se interesó en el proyecto, Cuarón leyó el guion de El prisionero de Azkaban y los libros siguientes. Según sus declaraciones hubo una conexión inmediata que le permitió imaginar visualmente el relato desde el primer momento; en un principio, también le produjo cierta incomodidad tener que retomar un mundo ya concebido por otro director. La idea de Cuarón fue mantenerse fiel al material novelístico en cuanto a su esencia, alterando lo que fuese necesario para mantener la dinámica cinematográfica siempre y cuando esto no afectara o contradijera la lógica del desarrollo de los libros aún no escritos; también se concentró en abordar con mayor profundidad algunos de los nuevos aspectos de la trama como el tema de la adolescencia, con el cual ya había trabajado en películas anteriores. En su opinión, El prisionero de Azkaban trata sobre un niño que intenta descubrir su identidad en una etapa donde el monstruo del armario ya no estaba afuera sino dentro de aquel. La clave estaba en encontrar el perfecto balance entre el mundo infantil que se dejaba atrás y la creciente oscuridad de la trama.
Además de una fuerte impronta personal en el vestuario, el diseño de decorados y las actuaciones, el director aportó ideas como incluir liliputienses en algunas escenas o un cementerio en los terrenos de Hogwarts, las cuales fueron desestimadas por no encajar en el mundo creado por Rowling. Sin embargo, la escritora alabó el toque personal que el mexicano aportó a las secuencias del viaje temporal con los personajes duplicados en pantalla y sus cuotas de humor. Algo similar expresó la novelista británica con respecto a la inclusión de una cabeza reducida parlanchina, idea que según ella hubiese querido utilizar en sus novelas.
En cuanto a la estética de la película, Cuarón decidió filmar con angulares anchos para mostrar el fondo lo más posible y destacar el lenguaje corporal de los actores en interacción con aquel, cosa que obedecía a su deseo de convertir el paisaje en un personaje más. También se inclinó por imprimir un estilo distinto a la imagen trabajando con pocos primeros planos y una fotografía casi naturalista.

## Guion
El guion del largometraje quedó en manos de Steve Kloves, quien había realizado idéntica labor adaptando las novelas anteriores. El guionista comenzó a negociar por este trabajo en 2001, tres meses antes del estreno de Harry Potter y la piedra filosofal. Esta vez, dada la complejidad de la novela que se estaba adaptando, Kloves optó por confeccionar un libreto que fuera menos fiel al libro en lo formal para evitar así una duración excesiva. Según el guionista, la autora entendía que la dinámica de una película funcionaba de un modo muy distinto al de una obra literaria, por lo cual Rowling aceptó las modificaciones que supuso la trasposición a la pantalla grande.
La autora reconoció que, a pesar de que el tercer libro fue el más sencillo de escribir, la complejidad de la trama representaba un problema para la adaptación; en ese proceso, Kloves y el director «tuvieron que recorrer el mismo camino que yo» declaró en referencia a la reelaboración del argumento. La propia Joanne Rowling le pidió a Alfonso Cuarón que su adaptación no apelase a una literalidad acérrima sino a la fidelidad con respecto a la esencia del texto y tanto el director como el guionista se mostraron conformes con ese permiso.
La visión de Cuarón sobre la cinta también influyó en el resultado del guion. Como para el director la película trataba sobre la búsqueda de la identidad, el guion puso énfasis en esa indagación y en los conflictos de los personajes principales antes que en los pormenores del relato literario. Los cambios que ejecutó Kloves incluyeron la eliminación de algunas explicaciones en torno al pasado de los padres de Harry y de las circunstancias de la fuga de Sirius Black. Entre las subtramas que fueron borradas total o parcialmente figuran la resolución del torneo de quidditch,  y todo lo que concierne a la verdadera identidad de Crookshanks, el gato de Hermione que en la novela ayudaba al prófugo. El guionista también implementó un reordenamiento cronológico de algunos eventos y creó algunas escenas relativamente nuevas reutilizando fragmentos de la novela, como ocurría en la escena inicial en que el protagonista intenta utilizar un hechizo a escondidas de su tío.
Estas decisiones, en especial la eliminación del recuento pormenorizado sobre los merodeadores y sus andanzas, causaron reacciones encontradas entre algunos seguidores de los libros, quienes acostumbrados a la fidelidad literal que exhibieron los primeros filmes con respecto a las novelas, se quejaron de las omisiones. En los foros de discusión, el desapego por ciertos aspectos de la novela fue uno de los temas más debatidos entre la comunidad de fanáticos.
Según la autora, en la película se incluyeron detalles que anticipaban cosas que ocurrirían en los dos libros finales. Por ejemplo, en la conversación de Remus Lupin con Harry en el puente, el profesor le cuenta al muchacho sobre la capacidad de su madre –Lily Potter– para ver en las personas cosas que nadie más era capaz de ver. Este hecho preanunciaba claramente la relación de Lily y Severus Snape, silenciada a lo largo de la saga pero finalmente descrita en Harry Potter y las reliquias de la Muerte, novela que cerró la heptalogía. Otro detalle premonitorio, aunque nunca fue aclarado por el director o la autora, fue la modificación de la predicción proferida por Sybill Trelawney con respecto al texto novelístico. En el largometraje, la profecía cuenta:

Va a regresar esta noche... Esta noche, el que traicionó a sus amigos, cuyo corazón se pudre por asesino, estará en libertad. Sangre inocente será derramada y siervo y señor se van a reunir pronto una vez más...
Sybill Trelawney en el filme Harry Potter y el prisionero de Azkaban.

La «sangre inocente» que sería derramada no se mencionaba en el libro; esta alteración pudo constituir un guiño de Steve Kloves a El cáliz de fuego, siguiente episodio de la serie. Allí, la alusión podría referirse o bien a la sangre de Harry utilizada por Voldemort en un ritual o bien al asesinato de Cedric Diggory. Algo similar ocurre con las pesadillas de Ron en las que le piden que baile tap, hecho similar al que ocurre en la cuarta novela durante las clases de Barty Crouch Jr.

## Rodaje

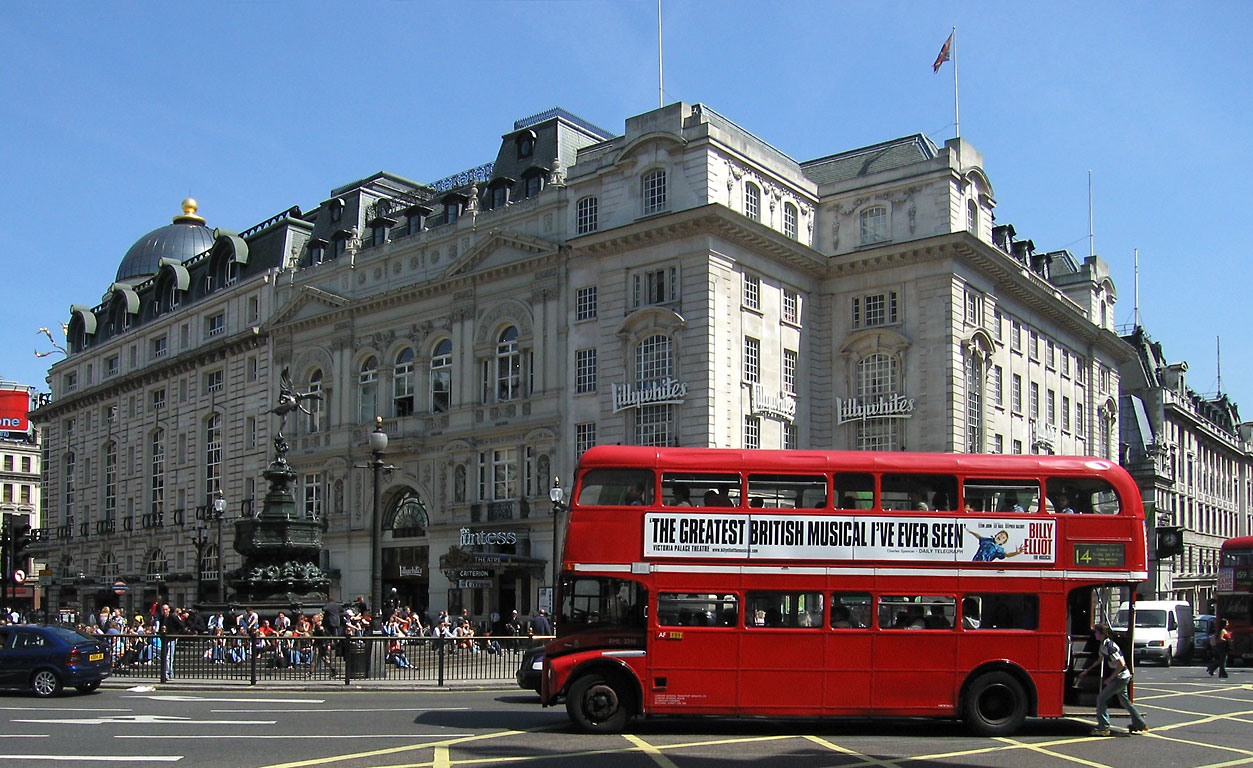
Típico autobús londinense transitando Piccadilly Circus, fuente de inspiración para el Autobús Noctámbulo

El rodaje de la cinta comenzó oficialmente el 24 de febrero de 2003 en los estudios Leavesden, ya que el 18 del mismo mes había comenzado la filmación en los decorados que representaban la calle Magnolia de la localidad ficticia de Little Whinging. El rodaje culminó el 28 de noviembre de 2003 y entonces la película entró en etapa de posproducción.
El rodaje de la cinta tuvo algunos contratiempos en sus etapas iniciales: a finales de febrero de 2003 (poco tiempo después de haber comenzado la filmación), el vagón utilizado como parte del Expreso de Hogwarts se incendió en el viaducto de Glenfinnan retrasando las filmaciones; cerca de 40 hectáreas se quemaron pero no hubo heridos. Por otro lado, una huelga de trabajadores amenazó con parar el rodaje a finales de marzo. El sindicato Bectu (que reúne carpinteros, pintores, maquilladores, técnicos y obreros) reclamaba un aumento de sueldo para sus miembros considerando que el salario de $ 1200 por 50 horas laborales a la semana era bajo. Finalmente se llegó a un acuerdo y la producción no se detuvo.

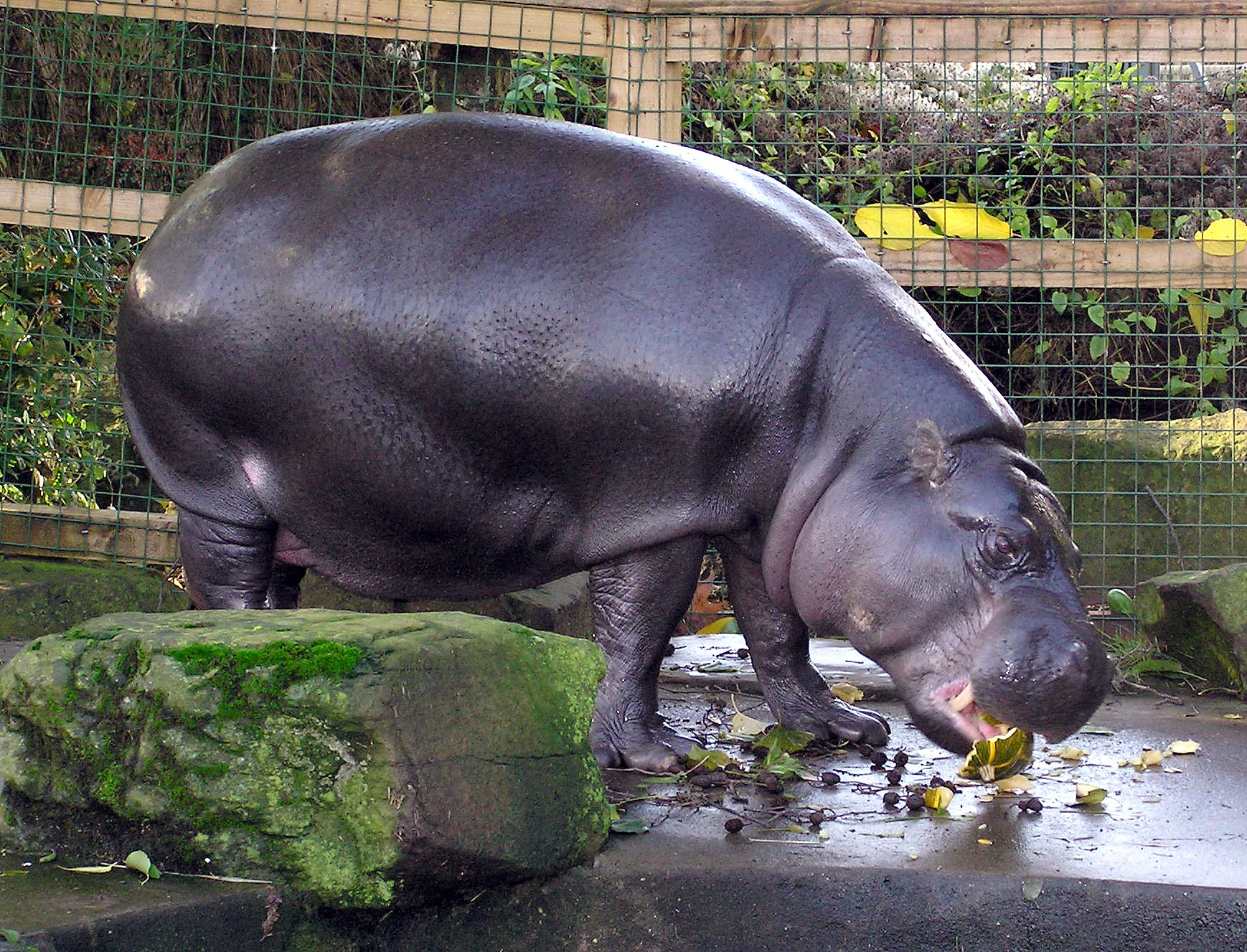
El hipopótamo pigmeo fue uno de los múltiples animales utilizados en la película

A lo largo de los diez meses de rodaje se filmaron escenas de alta complejidad técnica, una de las cuales fue aquella en que el Autobús Noctámbulo recorría las calles a contramano. Para lograrla se debió planificar una complicada coreografía automovilística con especialistas y los supervisores de efectos visuales se encargaron de fabricar el autobús púrpura de tres pisos. Para dar la impresión de que el vehículo se desplazaba a gran velocidad, los automóviles que circulaban en torno al mismo no debían superar los 13 km/h mientras que el autobús se desplazaba a 50 por las calles londinenses.
Durante el rodaje de la película se utilizó una gran variedad de animales para poblar el universo ideado por J. K. Rowling: además de las lechuzas mensajeras que interpretaron a Hedwig se trajeron desde Estados Unidos cuervos entrenados que ocuparon el huerto de Hagrid; también se utilizaron murciélagos para las escenas en el Bosque Prohibido, un mastín napolitano para dar vida a Fang –el perro del guardabosques– y un bulldog para Ripper, el perro de Marge Dursley. Crookshanks, el gato de Hermione, fue interpretado por Crackerjack, un felino amaestrado por la entrenadora principal de la producción, Julie Tottman. La apariencia acicalada del felino tuvo que ser alterada para conseguir un aspecto más roñoso y hosco. Para dar vida a la rata Scabbers, víctima de Crookshanks, se utilizó una rata verdadera y un animatronic. Uno de los animales más exóticos utilizados fue una hipopótamo pigmeo, la cual habitaba en la ficción una de las pinturas móviles de Hogwarts en la que se refugia la Dama Gorda.

## Reparto
| Personaje              | Actor                  |
| Personajes principales | Personajes principales |
| ---------------------- | ---------------------- |
| Harry Potter           | Daniel Radcliffe       |
| Hermione Granger       | Emma Watson            |
| Ron Weasley            | Rupert Grint           |
| Personal de Hogwarts   |                        |
| Albus Dumbledore       | Michael Gambon         |
| Remus Lupin            | David Thewlis          |
| Severus Snape          | Alan Rickman           |
| Minerva McGonagall     | Maggie Smith           |
| Rubeus Hagrid          | Robbie Coltrane        |
| Argus Filch            | David Bradley          |
| Sybill Trelawney       | Emma Thompson          |
| Otros magos            |                        |
| Sirius Black           | Gary Oldman            |
| Molly Weasley          | Julie Walters          |
| Arthur Weasley         | Mark Williams          |
| Cornelius Fudge        | Robert Hardy           |
| Peter Pettigrew        | Timothy Spall          |
| Madame Rosmerta        | Julie Christie         |

| Personaje               | Actor                   |
| Estudiantes de Hogwarts | Estudiantes de Hogwarts |
| ----------------------- | ----------------------- |
| Fred Weasley            | James Phelps            |
| George Weasley          | Oliver Phelps           |
| Percy Weasley           | Chris Rankin            |
| Ginny Weasley           | Bonnie Wright           |
| Draco Malfoy            | Tom Felton              |
| Neville Longbottom      | Matthew Lewis           |
| Muggles                 |                         |
| Vernon Dursley          | Richard Griffiths       |
| Dudley Dursley          | Harry Melling           |
| Petunia Dursley         | Fiona Shaw              |
| Marge Dursley           | Pam Ferris              |

### Trabajo con los protagonistas
Para el director fue clave acompañar a los protagonistas en el proceso de elaboración de sus personajes.

[Los chicos] «conocían todo lo relacionado con sus personajes y con el universo que les rodeaba [...] Además, habían madurado hasta el punto de que estaban dispuestos a explorar un territorio más emocional de lo que lo habían hecho antes».
Alfonso Cuarón, director

Cuarón focalizó su trabajo en el trío protagonista para lograr actuaciones más espontáneas y naturales. Así es que les pidió redactar a cada uno un ensayo describiendo cómo era su personaje y le recomendó a Daniel Radcliffe ver películas como Los 400 golpes de François Truffaut y Ladri di biciclette de Vittorio De Sica para entender la etapa que Harry atravesaba. También le aconsejó escuchar música de artistas como los Sex Pistols para captar la etapa de rebeldía propia de la adolescencia. Con respecto al ensayo, Rupert Grint no lo entregó y Emma Watson escribió unas dieciséis páginas, para sorpresa de Daniel Radcliffe, que había escrito muchas menos.
Radcliffe aprovechó la «angustia adolescente» descrita en la novela para elaborar su personaje: «Harry no tiene miedo de contestarles a los Dursley, ni de enfrentarse a su propia identidad, aunque creo que, como en el caso de cualquier otro adolescente, su ira está equilibrada con una especie de torpeza social», declaró el actor. Watson se concentró en las nuevas dimensiones que adquirió su personaje, menos calmada y más irreverente que antes. Grint comentó que no haber entregado su ensayo le sirvió para trabajar la personalidad de Ron ya que el personaje nunca había mostrado interés por las tareas escolares.

### Actores de reparto
A causa del fallecimiento de Richard Harris en 2002, Sir Michael Gambon fue convocado para encarnar al mago Albus Dumbledore. Algunos rumores apuntaron al actor Christopher Lee y actores como Richard Attenborough se mostraron interesados en el personaje; el rol incluso le fue ofrecido a Ian McKellen pero lo rechazó por haber encarnado a Gandalf. Cuarón lo seleccionó para el papel cuatro meses después de la muerte de Harris. El actor dijo que no había leído los libros y que sólo tomaba en cuenta los guiones para su composición: «No quería ser como esos actores que se quejan porque sus escenas son mucho más cortas que en la historia original». En las entrevistas realizadas para el DVD de la película, Gambon recalcó el parecido de Albus Dumbledore con el Rey Lear, personaje de la tragedia homónima de Shakespeare que para el intérprete comparte con el mago su enorme poder, la sabiduría y su vestimenta tan particular aunque «no tiene tantos problemas familiares». Gambon también compuso al director de Hogwarts con un leve acento irlandés que tanto él como el realizador consideraron un tributo al fallecido Harris, originario de aquella zona.

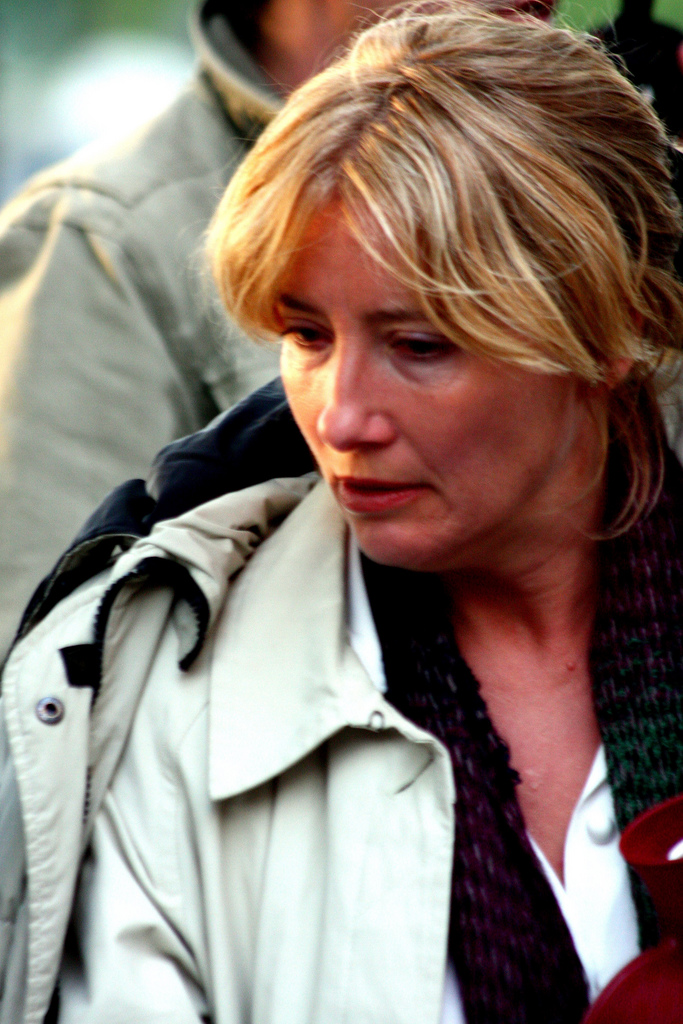
Emma Thompson, quien interpreta a Sybill Trelawney

Otras adiciones al elenco fueron Gary Oldman en el rol de Sirius Black y David Thewlis como Remus Lupin. Oldman, quien se había retirado de la actuación por unos años a causa de su paternidad, aceptó participar en el proyecto ya que no había filmado ninguna gran película en años. Él sugirió el peinado de Black y Cuarón diseñó los tatuajes que el prófugo llevó sobre su piel, los cuales se basan en los de una pandilla rusa e identifican a las personas respetadas y temidas. Según Oldman, el haber aceptado trabajar en una película de Harry Potter lo convirtió en el héroe de sus hijos. Thewlis se había presentado a una audición para el rol del profesor Quirrell en la primera película, pero el papel quedó en manos de Ian Hart. Al ser convocado para interpretar a Remus Lupin, el actor se focalizó en el vínculo con el personaje de Daniel Radcliffe, para el cual era una especie de figura paternal. En la visión del actor, Lupin es un personaje con algunos rasgos punk y cierta tendencia a autodespreciarse.
Por otro lado, Emma Thompson concibió su personaje, la docente de Adivinación Sybill Trelawney, como una mujer que estaba demasiado concentrada en el futuro como para ver lo que tenía al lado. Timothy Spall (Peter Pettigrew en la ficción) entendió a su personaje desde el lado del patetismo, como una especie de paria al cual el resto de sus amigos le tenía lástima.
La película también incluyó un cameo del músico Ian Brown como un mago en el Caldero Chorreante leyendo un diario. Por otro lado el director también apareció en una escena –en el bar Las Tres Escobas– portando una vela y tanto su mujer –Annalisa Bugliani– como su hija –Tess Bu Cuarón– aparecieron en una de las pinturas adyacentes al retrato de la Dama Gorda.

El personaje de Cho Chang, de breve aparición en la novela, no fue incluido en la película y ni siquiera se realizaron audiciones para dicho personaje a pesar de las especulaciones de los fanáticos.

## Dirección de fotografía
Para la dirección de fotografía de sus películas, Cuarón suele recurrir al fotógrafo mexicano Emmanuel Lubezki con quien ha colaborado en repetidas ocasiones. Sin embargo, Lubezki no se encontraba disponible para la época en que se rodaría El prisionero de Azkaban y por ello se debió contratar a otro responsable. Como lo expresó en sus declaraciones, este hecho causó algo de inquietud al director en un principio:

Fue el único momento en que tuve miedo para hacer esta película, cuando me enteré que él no iba a estar, y la razón fue sólo que no pudimos empatar nuestras fechas porque él estaba haciendo otra película y yo lo necesitaba ahí con mucha anticipación para tomar decisiones.

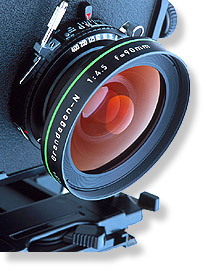
Para rodar la película, Cuarón decidió usar lentes más anchas de lo usual

El elegido fue Michael Seresin, un director de fotografía neozelandés conocido por sus trabajos junto el cineasta Alan Parker. Seresin y Cuarón trabajaron para cambiar el aspecto visual de la película recurriendo a una fotografía de corte naturalista, con una paleta cromática menos saturada que la de los fotógrafos anteriores (John Seale y Roger Pratt). Según ha destacado la crítica, la preponderancia de colores grisáceos y texturas elaboradas brinda un aspecto muy renovado a la serie fílmica. Con respecto a las texturas, se ha señalado el trabajo con el granulado y la detallada captura de las salpicaduras y rasgaduras en los lienzos de los retratos que cuelgan de las paredes de Hogwarts. La crítica publicada en The New York Times destacó que el trabajo de este dúo consiguió invocar el «poder amenazante y sensual del mundo natural».
Como la película fue filmada con lentes más anchas de lo común se debieron tomar consideraciones extras para la iluminación de las escenas. Además, la tendencia de Cuarón a filmar largos planos secuencia y con movimientos de cámara complicados generó dificultades para decidir dónde colocar las luces. En las localizaciones de Escocia, el director de fotografía aprovechó la luz natural que con sus tonos grisáceos resaltaba el efecto dramático de la imagen. «Conseguirla fue una pesadilla pero valió la pena».
Muchas de las decisiones vinculadas con el aspecto visual se tomaron durante la filmación, comentó Cuarón, pero en algunas ocasiones se debió planificar la iluminación de secuencias muy complicadas de rodar como la que tiene lugar en la inestable Casa de los gritos. Para aquella, el director de fotografía empleó una luz suave y cambiante que se filtraba entre las tablas que cegaban las ventanas y se aprovechó el polvo que flotaba en el ambiente.

## Decorados y localizaciones

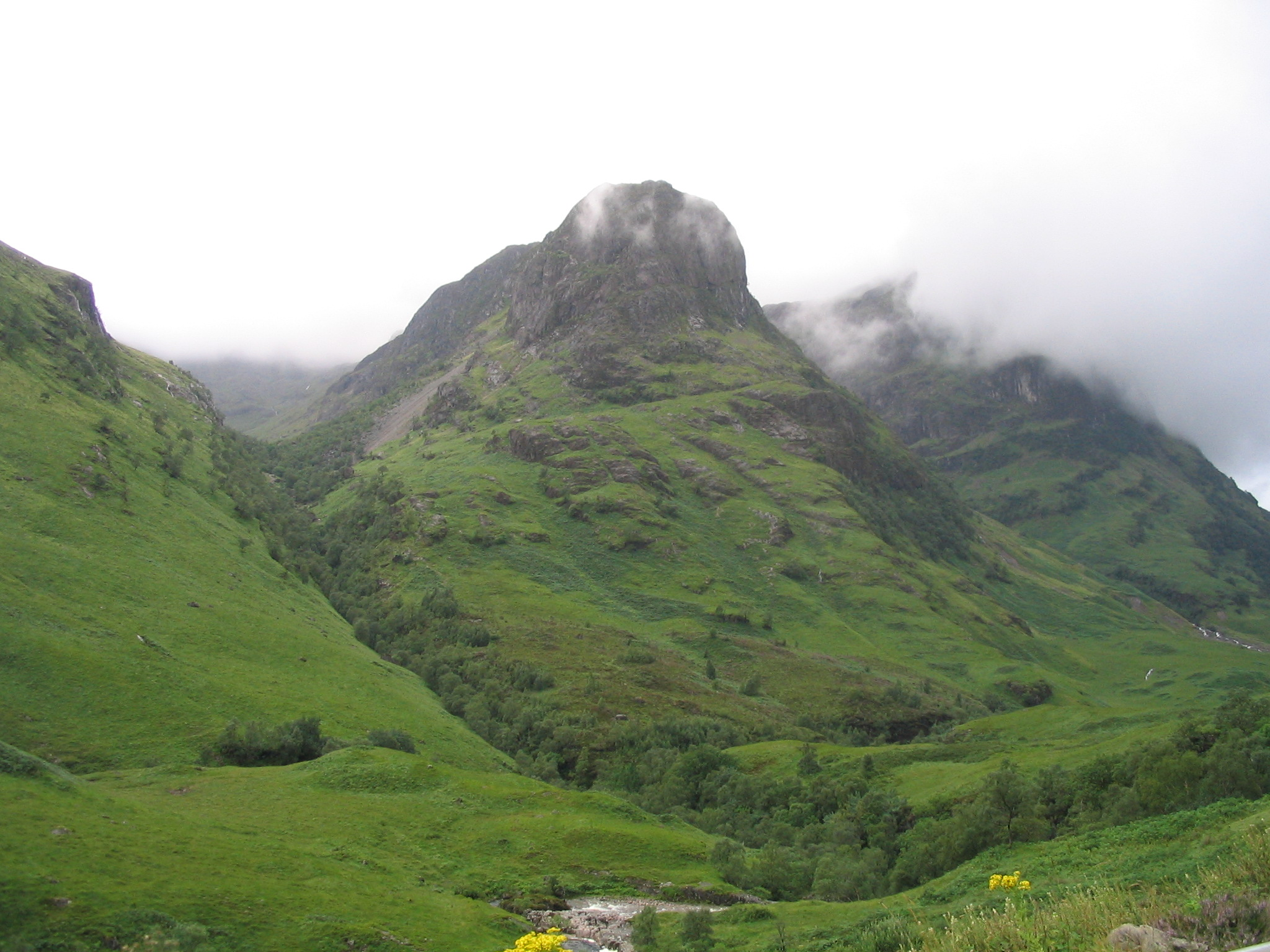
Highlands de Glen Coe, Escocia

El diseñador de producción Stuart Craig (ganador de tres premios Oscar por Gandhi, Las relaciones peligrosas y El paciente inglés) se encargó de concebir el aspecto visual de la película. Su tarea incluyó elaborar nuevos decorados y se ocupó de planificar la utilización de diferentes localizaciones naturales.
Para confeccionar muchos de los decorados y situarse en el mundo imaginado por J. K. Rowling, Craig contó con un croquis dibujado por la propia autora que él califica como «la Biblia». El diseñador trabajó en conjunto con el director para interpretar sus necesidades artísticas; Cuarón llegó a pensar incluso en crear un cementerio para la escena de ejecución de Buckbeak, pero Rowling desestimó la idea del cineasta. Lo que el director quería, ante todo, era convertir al colegio Hogwarts en un personaje más de la trama, conectando sus diferentes espacios en la mente del espectador; por esa razón se crearon algunos nuevos sets como un puente de madera que comunica un patio de Hogwarts con la explanada que desciende a la cabaña de Hagrid, el cual nunca antes había aparecido en las películas y que se utilizó en los filmes posteriores.

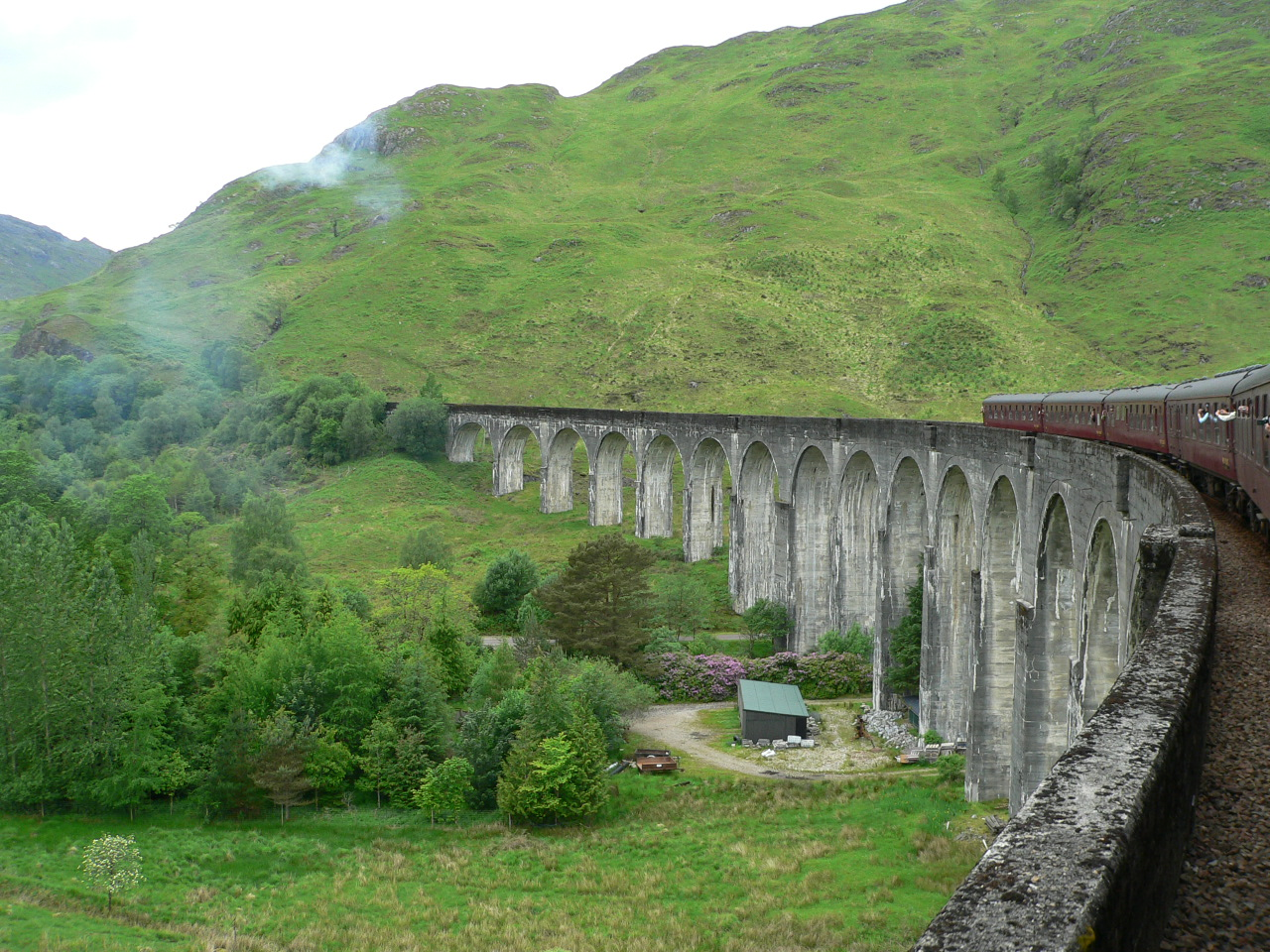
Viaducto de Glenfinnan

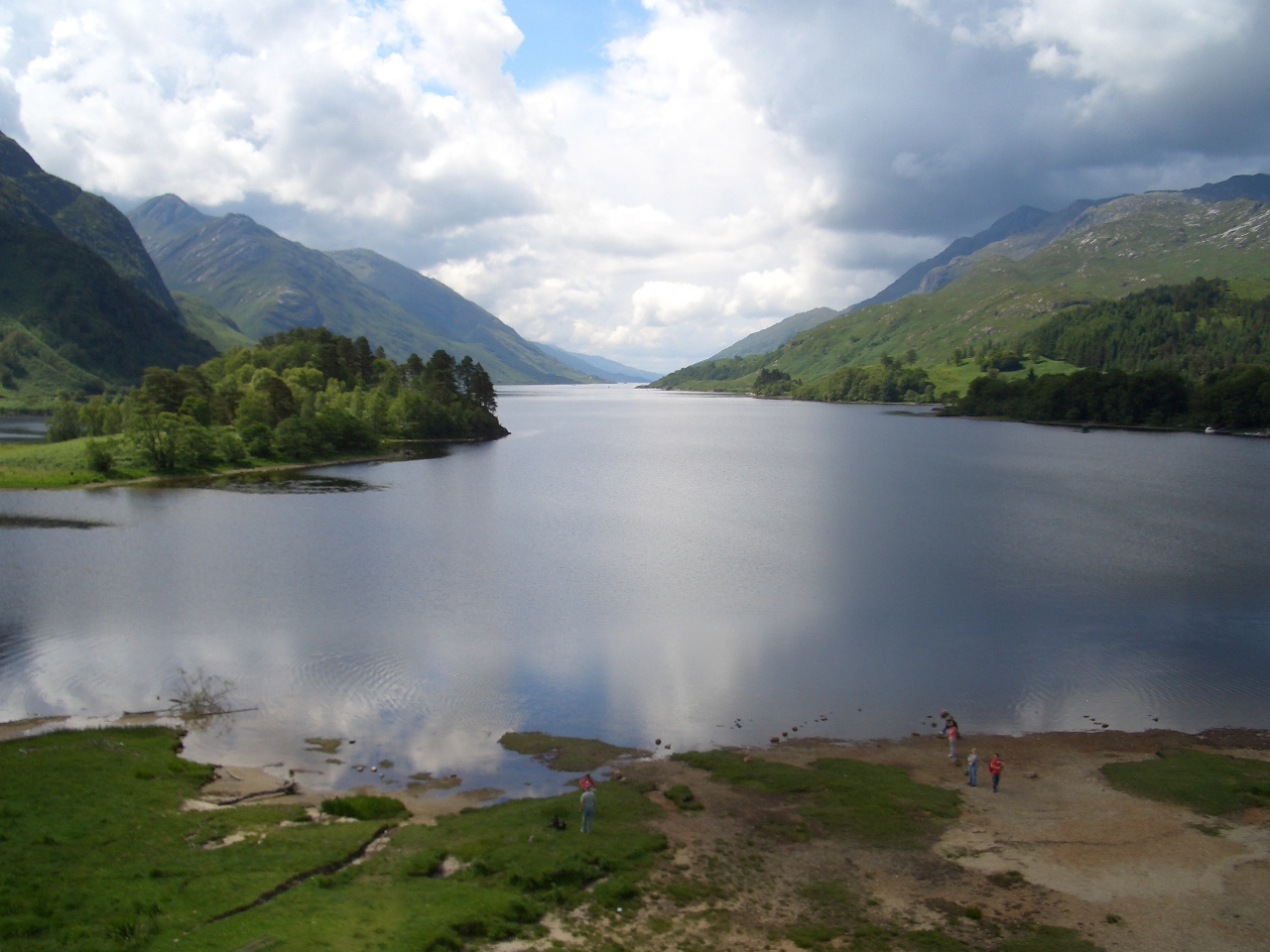
Lago Shiel

Se reacondicionaron algunos sets utilizados en películas previas para albergar los nuevos decorados. El despacho del profesor Dumbledore fue convertido en el aula de astronomía y la tienda de dulces Honeydukes había sido en realidad la tienda de varitas utilizadas en la primera adaptación cinematográfica, La piedra filosofal. Para crear la villa de Hogsmeade, Craig apostó por un diseño que evitase la apariencia de «casita de chocolate». Honeydukes mostró un diseño psicodélico al que Cuarón agregó su toque personal con unas calaveras de azúcar, golosina tradicional del Día de Muertos en México. Algo similar ocurrió en uno de los patios interiores de Hogwarts, donde se emplazó una fuente cuyas esquinas tenían águilas con serpientes en la boca, una alusión a la bandera de México.
Además, Craig insistió en que era necesario usar más escenarios naturales y consiguió que la producción se trasladase a Escocia en mayo de 2003 para realizar las escenas exteriores. Sin embargo, la filmación en las highlands escocesas presentó dificultades cuando las constantes lluvias amenazaron con hundir el plató, motivo por el cual se debió echar grava con helicópteros para evitar un desastre. Otro decorado que llevó mucho trabajo fue la Casa de los gritos, para la cual Craig debió trabajar codo a codo con el director de fotografía. Se decidió primero el paisaje en el cual estaría ubicada (un terreno montañoso) y que sería una construcción inestable con tendencia a moverse. La mansión se construyó en sentido vertical imitando una torre y se la hizo de madera para resaltar su fragilidad por oposición a las paredes de piedra de Hogwarts. El movimiento de la vivienda que se aprecia en pantalla se consiguió gracias a un enorme sistema hidráulico; además, se debió construir un encofrado móvil y luego, dentro de éste, el set.
La filmación de la película tuvo dos puntos centrales: Escocia y los estudios Leavesden en Hertfordshire, utilizados en todas las películas filmadas hasta la fecha. El rodaje en Escocia utilizó el paisaje de las llamadas Tierras Altas y su dramático paisaje. En Glencoe se rodaron las escenas de la cabaña de Hagrid, cuyo emplazamiento se ubicó cerca de Clachaig Inn. Las secuencias en el Lago Negro fueron filmadas en el lago Shiel y en una zona opuesta –el viaducto Glenfinnan en Fort William– las que tienen lugar cuando el expreso de Hogwarts se detiene para ser abordado por los dementores; el viaducto ya había aparecido en Harry Potter y la cámara secreta y repetiría su aparición en las siguientes películas de la serie. Las secuencias del Autobús Noctámbulo, en el cual se escapa Harry, fueron filmadas en Palmers Green, al norte de Londres para lo cual hubo que cortar el tránsito. Algunas tomas de esta escena también se realizaron en el Borough Market y en el Lambeth Bridge londinenses, así como también se utilizó la catedral de St. Paul para filmar las tomas en las escaleras móviles de Hogwarts e igualmente el nuevo escenario de la torre del reloj ubicado al lado de la enfermería.
El amplio decorado que alberga el bosque prohibido se erigió en los estudios Shepperton a las afueras de Londres. Allí se colocaron más de 60 troncos y se construyó un brazo del Lago Negro en cuyas orillas rodaron sus escenas los actores Gary Oldman y Daniel Radcliffe hacia agosto de 2003.

## Vestuario y maquillaje
La diseñadora de vestuario Janny Temime fue la encargada de renovar el guardarropa de la serie cinematográfica. Temime fue la tercera diseñadora de la serie y acordó con Alfonso Cuarón que era necesario dar un giro estilístico al vestuario para esta tercera entrega.

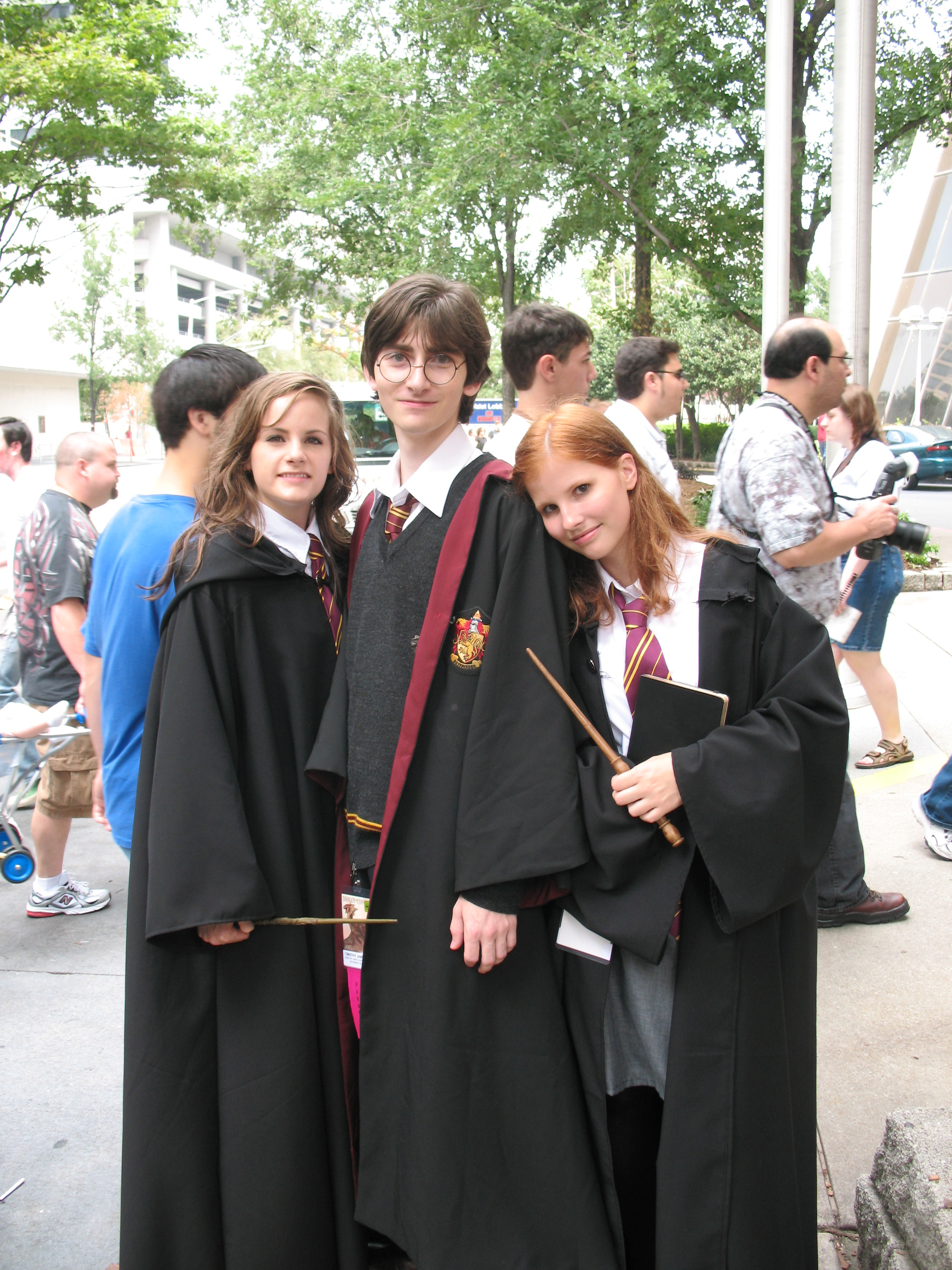
Las túnicas negras forman parte del uniforme estudiantil en Hogwarts

El director fomentó la adopción de un estilo más informal para el vestuario juvenil en su afán por conferir a la película un mayor naturalismo. Al observar estudiantes de colegios ingleses reales, Cuarón notó que «la individualidad de cada adolescente se reflejaba en la manera en que llevaban el uniforme. Así que les pedí a todos los chicos de la película que llevasen los uniformes como lo harían si sus padres no estuviesen cerca». Temime oscureció los colores de los uniformes y se confeccionaron prendas accesorias como camisetas y rebecas. Si bien en esta película aparecen con mayor prominencia prendas modernas como jeans y chaquetas no se buscó una desviación estilística respecto de las cintas predecesoras o un reflejo de las últimas modas, antes bien representaron la natural evolución en la consciencia del adolescente sobre su imagen.
La individualidad de los personajes adultos se consiguió apelando a géneros diversos para caracterizar a cada uno. En el caso de los trajes de Dumbledore se descartó el estilo majestuoso de los trajes pesados que crearon las diseñadoras anteriores en pos de un toque más hippie; para ello se utilizó seda principalmente. El tweed se convirtió en el material representativo del desvencijado guardarropa de Remus Lupin, resaltando su eminente tono inglés. El atuendo de Petter Pettigrew se mostró anacrónico ya que consistía en un traje de paño de estilo setentista. Se buscó que los atavíos de Sybill Trelawney también tuviesen un tono anticuado y con reminiscencias gitanas. La composición del guardarropa de la profesora de Adivinación adoptó como eje sus enormes anteojos, según comentó la actriz Emma Thompson.
Algunos actores como Harry Melling y Pam Ferris tuvieron que utilizar trajes especiales para simular más peso del que tenían y, en el caso de la segunda, vistió también una serie de trajes inflables para las secuencias en que su personaje salía volando. Este fue responsabilidad de los encargados de efectos especiales y utilería, al igual que las prótesis que se utilizaron en la transformación de Remus Lupin, los dientes y uñas falsas de Pettigrew y Marge Dursley que se combinaron con el maquillaje. Robbie Coltrane también utilizó un traje especial con un mecanismo de enfriamiento ya que sus escenas se filmaron durante el verano y el actor debía utilizar pesados trajes de piel de topo.
Algunos actores como Gary Oldman participaron activamente en el aspecto de sus personajes sugiriendo el peinado y elementos como tatuajes. Con algunos personajes como Lupin se trabajaron las ciertas características corporales como las cicatrices post-metamorfosis o la palidez enfermiza de su piel; todo el proceso de su maquillaje duraba unas seis horas en total.

## Posproducción

### Montaje
Para la edición del largometraje, Cuarón contó con el editor de La princesita, Steven Weisberg. El montaje obedeció a la intención de conferir a la cinta un aire contemporáneo, para lo cual se realizó una edición más dinámica. En este sentido, el montaje de la película privilegió la utilización de planos secuencia y tomas abiertas para aprovechar los fondos en lugar de los usuales juegos con primeros planos.
En el corte final de la cinta se eliminaron las escenas con el personaje de Sir Cadogan, interpretado por Paul Whitehouse, borrando de este modo la subtrama sobre la irrupción de Black al dormitorio de Harry. Otra secuencia filmada pero no incluida finalmente es la que tiene lugar antes de que se descubra la huida de la Dama Gorda, en la cual los tres protagonistas conversan en el Gran Salón; también se restaron algunos segundos a la secuencia del Autobús Noctámbulo y al vuelo del pajarito que termina siendo asesinado por el Sauce Boxeador. Todas estas escenas fueron recuperadas en el DVD de la película, siendo incluidas en la edición de dos discos como contenido extra.

### Efectos visuales
En lo que concierne a los efectos visuales del filme, se buscó superar los logros de las películas anteriores. La mayor parte de los efectos fueron utilizados para materializar las diferentes criaturas que conforman la fauna del universo Harry Potter, pero también intervinieron en la concreción de secuencias como la metamorfosis del profesor Lupin en hombre lobo y en el acabado del viaje en el Autobús Noctámbulo. Entre las empresas que participaron en los efectos visuales de la cinta figuraron la Industrial Light and Magic (ILM) y Framestore CFC principalmente, sumadas a éstas el apoyo de The Moving Picture Company, Cinesite y Double Negative.
Para diferenciar a los dementores de los robustos monstruos del Señor de los Anillos —serie de películas con la cual la de Harry Potter es comparada habitualmente—, Cuarón decidió resaltar la fragilidad de los guardianes de Azkaban; se buscó destacar su carácter etéreo por oposición al poderío que demostraban al ponerse en acción. El director no confiaba en las posibilidades de las imágenes generadas por computadora y por eso prefirió utilizar recursos clásicos como trucos con espejos y marionetas. A los efectos de conseguir ese aspecto metafísico se convocó al artista estadounidense Basil Twist, un experto en la creación de secuencias cinematográficas trabajando con muñecos bajo el agua. Se rodaron varias pruebas subacuáticas pero pese al efecto lírico de dicha técnica el proceso resultaba poco práctico y se escogió la implementación de técnicas digitales. La empresa ILM y Jany Temime colaboraron para decidir el tipo de género que compondría las túnicas de los dementores y su recreación digital.
Otra criatura muy representativa del largometraje es el hipogrifo Buckbeack, cuya aparición en pantalla es el resultado de una combinación de animatronics y efectos digitales. Todas las escenas en que Buckbeack aparecía debieron ser planificadas celosamente en guiones gráficos ya que el costo de producción era muy alto. Los diseñadores de criaturas se reunieron con especialistas en fisiología y veterinarios para estudiar la posible composición del ser híbrido. Si bien la mayoría de las tomas en que la criatura aparece son producto de técnicas digitales, el Departamento de Efectos Visuales creó un robot de tamaño natural y diversas partes disyuntas de la criatura como picos y cabezas para que los actores tuviesen elementos de referencia en el plató; además, se creó un aparato móvil que imitaba el lomo de la criatura para filmar las escenas de vuelo frente al fondo azul. Se buscó también dotar de personalidad al hipogrifo desde su lenguaje corporal, caracterizándolo como un espécimen en etapa adolescente por la torpeza de sus movimientos en tierra y la elegancia que exhibe cuando vuela. Como guiño al espectador, se incluyó una toma en la que el personaje defeca, convirtiéndose en una de las primeras criaturas digitales que realizó sus necesidades fisiológicas en una pantalla cinematográfica.

## Banda sonora

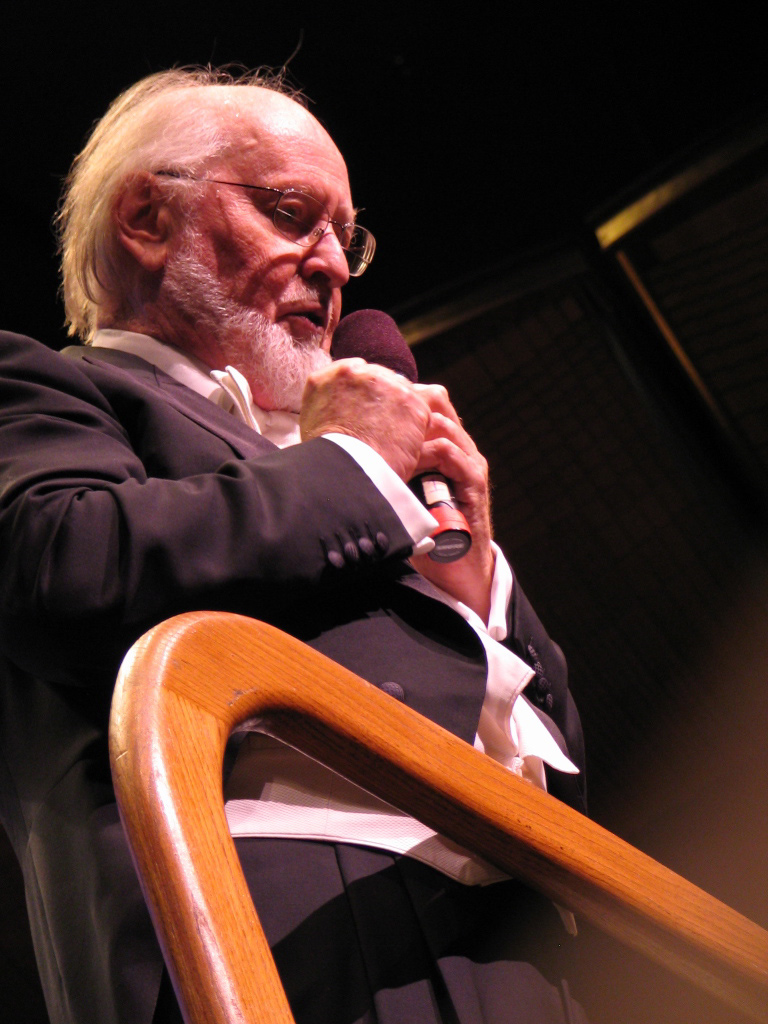
John Williams

El compositor estadounidense John Wiliams volvió a encargarse de musicalizar una película de la serie Harry Potter. En su anterior contribución, los compromisos de Williams lo habían forzado a pedir la colaboración de otro artista –en ese caso William Ross–, pero para El prisionero de Azkaban volvió a tomar el liderazgo absoluto en lo que concierne a la composición de la música.
Williams compuso nuevos temas y motivos reutilizando muy pocos de las dos películas previas. Algunos críticos atribuyeron este cambio a la apertura temática y a la mayor variedad de elementos dramáticos que empleó Cuarón en su cinta, volviéndola más lúgubre. El compositor, al igual que en el segundo episodio de la saga, reutilizó en varios fragmentos el tema de Hedwig que había creado para La piedra filosofal y que apareció principalmente en la pieza «Hedwig’s Theme», tema que a estas alturas identificaba cualquier película de la serie. No obstante, Williams aportó composiciones completamente nuevas para el resto del score, con variedad de motivos y arreglos.
Entre los nuevos leitmotivs figuró el que identifica a los dementores –que puede oírse en distintas piezas como «Apparition on the Train» o «Dementors Converge»–; otro motivo guía aparece en «A Window to the Past» que identifica los momentos introspectivos de la película aunque no siempre comience con una ejecución en flauta; por último, el motivo de mayor aparición en toda la banda sonora es el que adquiere pleno desarrollo en la canción «Double Trouble», una especie de villancico con reminiscencias medievales cuya letra está inspirada en la Escena primera, Acto IV de Macbeth, tragedia de William Shakespeare. El estribillo de la canción, tomado de dicha pieza, repite una y otra vez la frase «Double trouble, toil and trouble» («¡Redoblen, redoblen, fatiga y molestia!») proferida por las tres brujas. El resto de la canción se basa en la enumeración de los diversos ingredientes de una poción. El motivo reaparece en «Hagrid the Professor», sólo que con un aire renacentista.
Este trabajo fue reconocido por muchos críticos como uno de los mejores que Williams había entregado en años y se señalaron en el mismo influencias de compositores como Chaikovski, especialmente de su ballet El cascanueces. Además, la banda sonora de El prisionero de Azkaban recibió una nominación a los premios Oscar 2005 en la categoría Mejor banda sonora, aunque perdió ante Finding Neverland de Jan A. P. Kaczmarek.

## Doblaje
El doblaje para España estuvo a cargo del estudio Tecnison S. A. de Madrid y el director fue Eduardo Gutiérrez, quien había desempeñado la misma tarea en el doblaje de los largometrajes anteriores. La mayoría de los actores que habían participado en los anteriores doblajes fueron convocados nuevamente, salvo el notorio caso de Bruno Ramos quién dobló a Ron Weasley en La cámara secreta y fue reemplazado por David Carrillo.
En la versión hispanoamericana, la película fue doblada en México nuevamente pero el estudio de doblaje a cargo de la tarea volvió a cambiar. En las entregas anteriores, los estudios encargados habían sido Audiomaster 3000 y Audiopost; en el caso de El prisionero de Azkaban, el estudio Art Sound se encargó de traducir y doblar la película bajo la dirección de Helgar Pedrini, Vicky Burgoa (quien sólo se encargó de dirigir el doblaje de personajes incidentales) y Roberto Molina López (quien sólo se encargó de dirigir el doblaje de las escenas adicionales).
Aunque Alfonso Cuarón había afirmado no ser adepto al doblaje de las películas admitió que se sentía contento del resultado en este caso particular. El director convocó a algunos actores conocidos como Damián Alcázar para el doblaje, en el cual también participaron otros intérpretes conocidos en México fuera de la industria del doblaje como Angélica Aragón, Diana Bracho y Priscila Reyes. Las voces de los tres protagonistas de la saga fueron cambiadas en su totalidad, con lo cual la continuidad con respecto a los doblajes anteriores se limitó a las voces de algunos personajes secundarios.

## Análisis

### Estilo, simbología e iconografía
El estilo general conseguido por la película resultó ser más siniestro y sombrío que el acuñado por Chris Columbus, aunque El prisionero de Azkaban reutilizó muchos de los elementos abordados por el realizador estadounidense; en ese sentido, elementos hasta entonces positivos como el partido de quidditch o las secuencias en el Expreso de Hogwarts dieron pie a situaciones siniestras gracias a la introducción de elementos novedosos como los dementores; lo mismo se extiende a otros elementos como es el caso del Sauce Boxeador, devenido en depredador de pájaros. La película combina reiteradamente situaciones siniestras y humorísticas, mostrando incluso rasgos de comedia inglesa que confieren a la cinta un toque mucho más inglés que el de Columbus. A propósito de este estilo más aciago, el crítico David Garrido Bazán comentó que

(...) la película ofrece una versión lúdica y sin embargo siniestra de ese mundo que hasta ahora nos resultaba familiar y confortable dentro de su singularidad. Cuarón consigue extraer del mismo su versión más amenazadora, como una premonición que rodea de forma permanente a sus protagonistas.

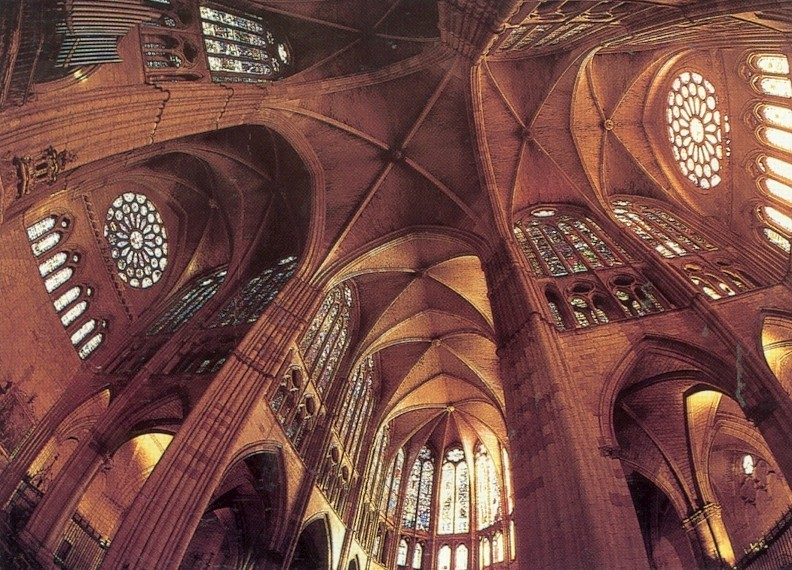
La arquitectura de Hogwarts se basa en el estilo gótico

Para esta segunda secuela se produjeron cambios en la utilización de los elementos iconográficos y se observaron nuevas influencias estilísticas en el trabajo del Departamento de Arte. La arquitectura del Colegio Hogwarts cambió hacia un estilo más marcadamente gótico. En esto influyó que se dejara de filmar en algunas localizaciones cuyo estilo difería del gótico medieval, como era el caso del castillo de Alnwick, edificio emparentado con el estilo arquitectónico normando. El largometraje también utilizó otros elementos propios de la imaginería gótica como los murciélagos, pasadizos secretos y transformaciones grotescas. Algunos elementos de utilería como las velas que se asemejan a columnas vertebrales también reelaboraron ciertas características macabras propias de esa estética. Se ha señalado también que la película posee cierta influencia dickensiana por la sensualidad con la que el director presenta lo grotesco de las metamorfosis.
Por otra parte, las criaturas fantásticas que se dan cita en pantalla también poseen su respectiva carga simbólica. Los dementores, de acuerdo a algunos análisis, recuerdan a la imagen tradicional de la Muerte gracias a sus capas negras y volátiles; sus poderes (succionar los pensamientos felices y hasta arrancar el alma de sus víctimas) refuerzan el parecido. Se ha señalado también que la aparente fragilidad física de las criaturas constituye una referencia del director al ser conocido como la llorona en el folclore mexicano. El hipogrifo, por la extraña combinatoria de su anatomía, representa la transgresión de la imposibilidad así como la unión de cielo y tierra. La criatura –que no proviene del folclore sino de la imaginación del poeta Ludovico Ariosto– apareció por primera vez en Orlando furioso, relato en el cual el caballero Rogero y la doncella Angelina vuelan en el lomo del hipogrifo en busca de aventuras como Harry y Hermione en la cinta.
La película incluyó también algunas referencias pictóricas, entre ellas un retrato del pintor barroco Rembrandt colgado en las paredes de la escuela, así como varios lienzos que imitan la pintura renacentista y barroca. En el aspecto de los dementores se advirtieron rasgos que el crítico Peter Rainer interpretó como una posible influencia de la obra de Edvard Munch.
A su vez, existen ciertas referencias a la herencia hispanoamericana y sobre todo mexicana del director. Por ejemplo, la fuente emplazada en uno de los patios de Hogwarts posee estatuas de águilas devorando serpientes, una alusión a la bandera de México. Existen también algunas referencias a cierta estética retro gracias a las apelaciones al jazz y a un elemento como el fonógrafo durante la clase con el profesor Lupin, así como algunos trajes setentistas como el que utiliza Timothy Spall para encarnar su personaje.

### Temática e influencias
Harry Potter y el prisionero de Azkaban hace alusión a una serie de temas que entroncan con la problemática general de la maduración, en este caso la que se produce en el paso de la infancia a la adolescencia. Alfonso Cuarón manifestó claramente su visión sobre cuál era el eje temático de la cinta: el proceso de autodescubrimiento que experimentan Harry y sus amigos.

«Tanto Harry como Hermione y Ron están creciendo. Y para ellos la vida ya no es un juego sino que comienza a ser una cosa más complicada, con infinitos y ricos matices. Un período donde está presente la introspección. (...) me interesó ese despertar de los niños al duro mundo en que todos vivimos, donde las cosas dejan de ser blancas o negras, comienzan las dudas existenciales y comenzamos a darnos cuenta de que los adultos no son tan perfectos como creíamos.»

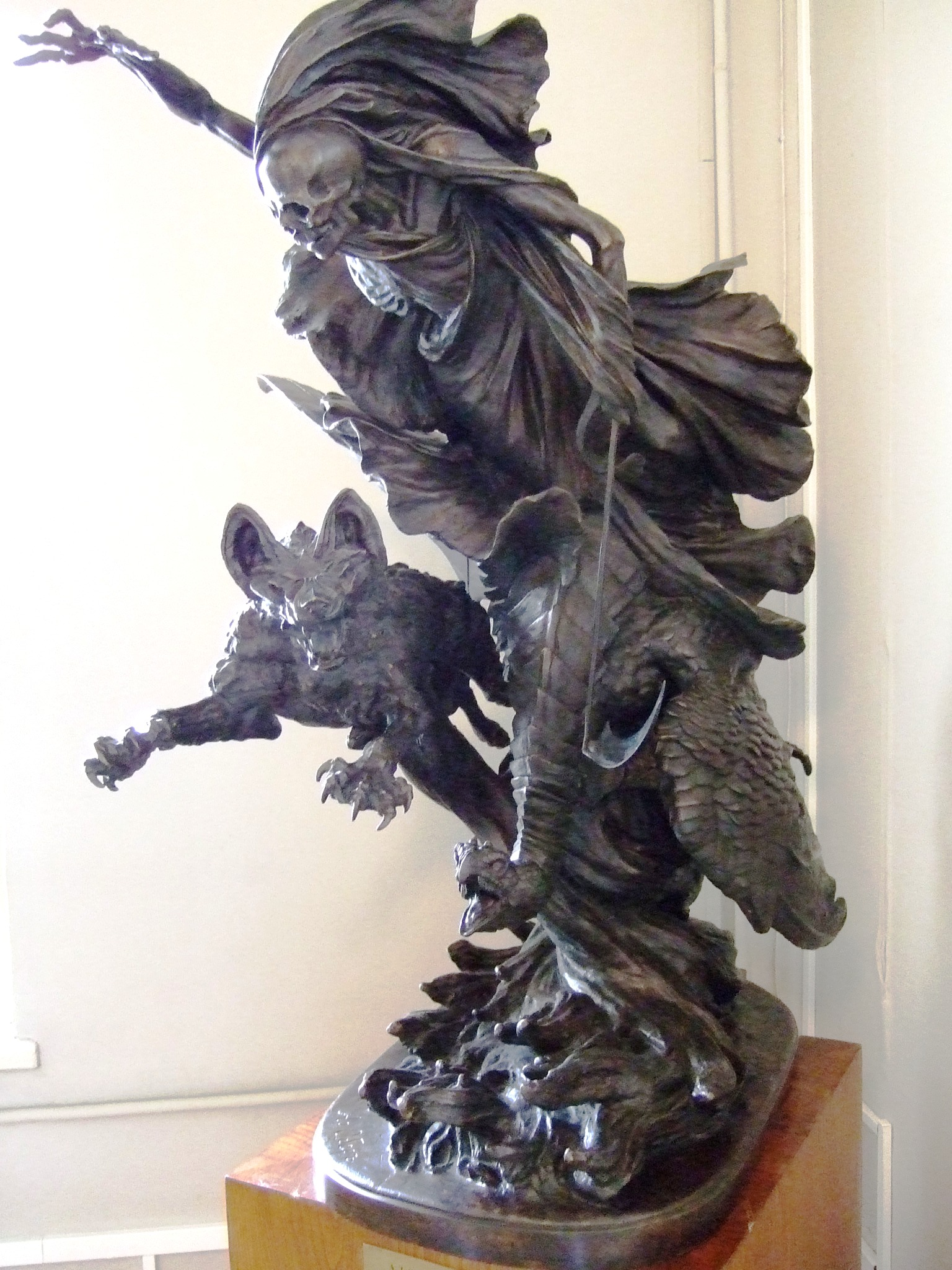
Los dementores recuerdan a la representación tradicional de la Muerte

El cineasta señaló que la película forma un tríptico temático junto a otras dos obras de su filmografía: Y tu mamá también y La princesita, todas ellas películas sobre la búsqueda de la identidad. La particularidad del personaje de Harry reside en que existe en él la tentación de buscar una máscara para protegerse en el proceso de descubrimiento de su identidad, pero ese proceso que dura toda la vida requiere que acepte, por ejemplo, las falencias de su figura paterna. Así, la película aborda la cuestión de lidiar con el peso del pasado y de la muerte para poder crecer.
La evolución etaria se manifiesta en los tres protagonistas de la cinta, cuyas personalidades muestran cambios profundos. Harry es más iracundo y se muestra capaz de inflar a Marge Dursley para hacerse respetar; varios vieron en esta escena del filme una referencia a la película Carrie de Brian De Palma. Con esto, Harry descubre el gusto por la magia que surge de la imprudencia y que ya no le importa tanto contenerse frente a los Dursley. El personaje también se muestra capaz de matar cuando se enfrenta al prófugo Sirius Black tras descubrir su posible participación en el asesinato de los Potter. En el caso de los amigos de Harry, se observa que Hermione disimula sus hormonas con los libros y cómo se rebela contra la profesora de adivinación; Ron, por otro lado, se muestra inhibido a causa de sus insuficiencias y torpezas. Entre ambos emerge una tensión sexual que Cuarón sugiere en el roce de sus manos y en sus constantes discusiones. Los tres personajes se muestran preocupados y a la vez estimulados por cambios producidos en sus respectivos cuerpos. Cuarón presta especial atención a los diversos aspectos cruciales en la vida de los protagonistas en el internado Hogwarts, como ser sus rivalidades, temores y coqueteos. Por estas razones se ha afirmado que «El prisionero de Azkaban transcurre en una edad de despertar sexual, en la que empieza a manifestarse cada vez mayor interés por las personas del sexo opuesto». Cuarón señaló que algunas escenas del trío protagónico constituían una referencia al triángulo amoroso de su cinta anterior, Y tu mamá también.
En ese sentido, algunos críticos afirmaron que la película metaforiza varios aspectos relativos a la pubertad y la adolescencia; de este modo, la escena de apertura –cuando Harry aparece agitando su varita bajo las sábanas intentando no ser descubierto– funcionaría como una referencia encubierta a la masturbación. Otra muestra metaforizada de comportamiento adolescente es el desdén que Harry demuestra frente a la restricción de edad para entrar al bar Las Tres Escobas; el muchacho se escabulle dentro del lugar utilizando su capa de invisibilidad a modo de documento de identidad falso. Sin embargo, los aspectos sombríos de la etapa también quedan plasmados en el filme gracias a las diferentes criaturas fantásticas que aparecen en pantalla, las cuales pueden interpretarse como seres reales o bien como metáforas de los miedos adolescentes. Según J. K. Rowling, los dementores son fruto de una mente enferma y representan un estado mental conocido como depresión. El poder de las criaturas proviene del miedo de sus víctimas y de la capacidad de extraer cualquier rasgo de felicidad de las mismas.
Los dementores también representan el miedo y, en ese sentido, la película discurre sobre la naturaleza de esa sensación y la forma de confrontarla. En El prisionero de Azkaban la naturaleza de los miedos más violentos reside el interior antes que de factores exógenos y la clase de Defensa contra las Artes Oscuras impartida por el profesor Lupin es una lección sobre la eficiencia del humor para combatir los temores más profundos del alma. Aun cuando existe una forma de confrontar los temores, el personaje principal no los erradica por completo de su interior, lo que según Rainer muestra que Harry puede ser adulto aun cuando esté muerto de miedo. «Vemos cómo Harry crece y se convierte en un jovencito valiente, pero nunca se nos engaña haciéndonos creer que el personaje carece de miedo incluso cuando consigue sus mayores triunfos».
Otro tema importante dentro de la película es la dificultad de distinguir a los amigos de los enemigos. El juego de las apariencias, una constante en los libros de Rowling y por ende en las películas, se convierte en otra cuestión importante cuando la trama da una vuelta de tuerca como si se tratase de un thriller de Alfred Hitchcock. Entre las influencias cinematográficas de este tercer episodio se han mencionado también a Los 400 golpes de François Truffaut, El séptimo sello de Ingmar Bergman, la trilogía El Señor de los Anillos de Peter Jackson y los filmes de los Monty Python, como también la cinta expresionista Nosferatu, eine Symphonie des Grauens de F. W. Murnau hacia la cual existirían algunos guiños.
Más allá de las interpretaciones sobre los cambios etarios, se ha señalado que El prisionero de Azkaban posee algunos subtextos políticos. Wesley Morris de Boston Globe declaró en su reseña que el universo abordado por el largometraje mostraba señales de una «radical paranoia social»; en esa lectura, los dementores apostados en Hogwarts y la limitación a las libertades de los alumnos que su presencia supone guarda similitud con la ocupación americana en Irak. En 2007, el filósofo francés Jean-Claude Milner señaló que la familia Dursley así como el personaje de la tía Marge –y lo que le ocurre a esta última en una escena de la novela y de la película también– podía representar una sátira a la figura de Margaret Thatcher y a su política.

## Promoción y estreno

### Campaña promocional
La campaña promocional de la cinta se inició con el lanzamiento de los avances cinematográficos. El primer tráiler se lanzó en noviembre de 2003 en internet y días después en los cines, acompañando la proyección de El Señor de los Anillos: el retorno del Rey. Un segundo avance cinematográfico se estrenó en los cines en marzo de 2004 junto con la película Scooby-Doo 2: Monsters Unleashed; el mismo mostró con mayor detalle los aspectos siniestros de la trama. También se emitieron diversos spots publicitarios por televisión para promocionar el estreno.
El 27 de marzo se lanzó una nueva versión del sitio oficial de la película, el cual incluía un diseño que imitaba el Mapa del Merodeador y poseía diversas opciones interactivas. Más cerca de la fecha del estreno se pusieron a la venta los productos de la línea de merchandising del filme y entre éstos figuró la banda sonora –lanzada el 25 de mayo– y el videojuego desarrollado por la empresa Electronic Arts Games que tuvo su respectivo tráiler. El videojuego estuvo disponible para las plataformas Game Cube, PlayStation 2, Xbox y PC. La versión editada para Playstation contó con minijuegos exclusivos que utilizaban la tecnología Eye Toy. Harry Potter and the Prisoner of Azkaban fue comercializado el 3 de junio de 2004 y se convirtió en el primer juego que permitía controlar a Ron y Hermione además del protagonista.

### Premieres y estreno mundial

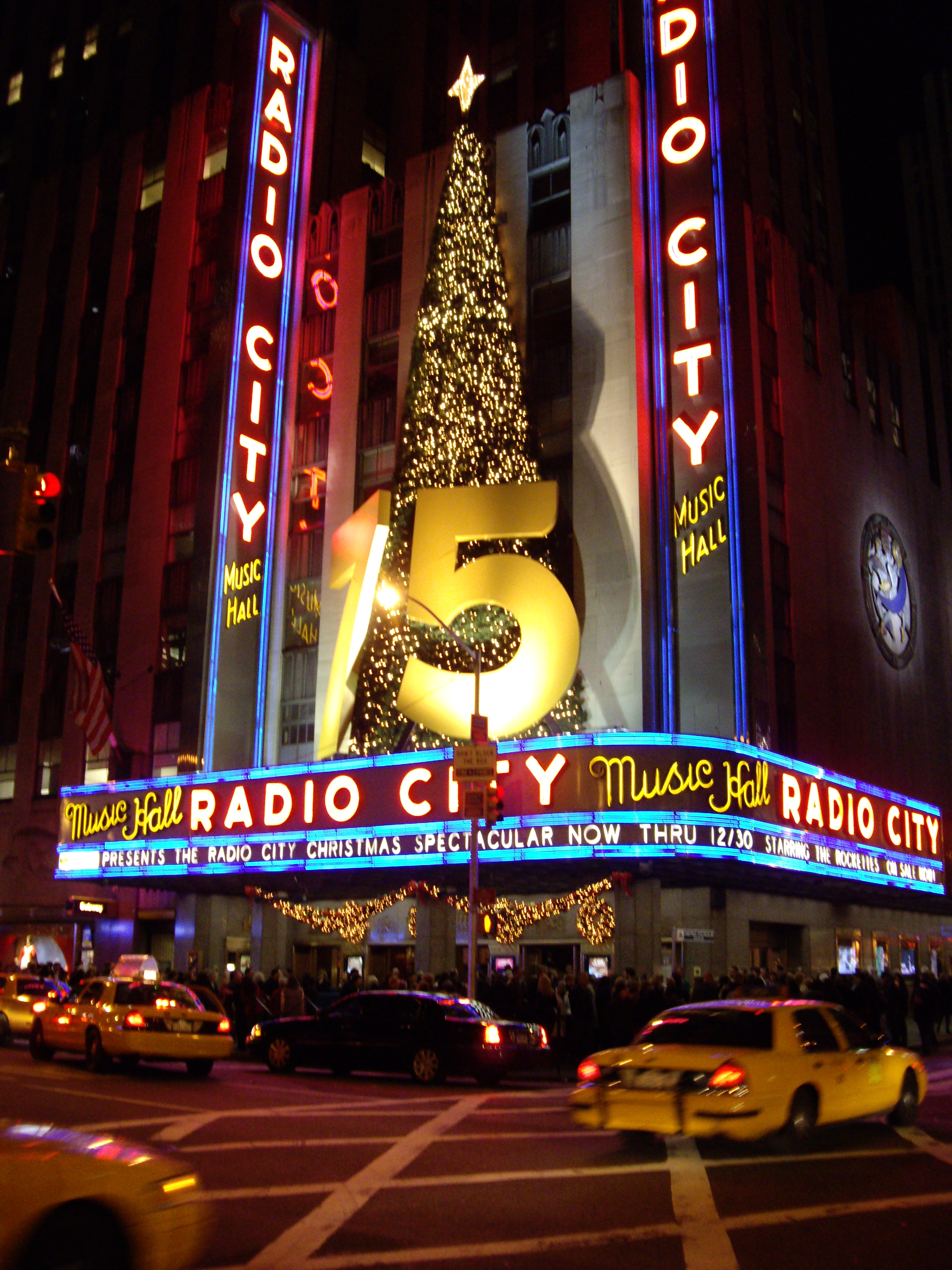
Radio City Music Hall

En febrero de 2004, hubo una función de prueba que tuvo lugar en la ciudad estadounidense de Chicago. Sin embargo, el estreno oficial del largometraje tuvo lugar el 4 de junio de 2004 en un estreno mundial. En algunos países como Francia o Suiza, no obstante, la cinta se estrenó el día 2 del susodicho mes y en otros como Alemania, Argentina o Perú al día siguiente.
El 23 de mayo de 2004 se llevó a cabo una función de preestreno en Nueva York a la que asistieron el director, el trío protagónico y otros miembros del elenco como Robbie Coltrane. Dicha función tuvo lugar en el Radio City Music Hall, al que asistieron más de 6.000 personas que rodearon la alfombra roja. A la semana siguiente se produjo el estreno europeo en Londres –el 31 de mayo–, más específicamente en uno de los complejos de Leicester Square. El 3 de junio se realizó una premiere en el Auditorio Nacional de la Ciudad de México, a la cual asistió Alfonso Cuarón. La premier fue realizada con fines benéficos y sirvió como puntal del lanzamiento de la película en el país, donde se estrenó con 550 copias.
Para combatir la piratería, Warner Brothers tomó medidas especiales en ocasión del estreno de esta cinta, habiendo sufrido los embates causados por copias ilegales de las películas anteriores. En Inglaterra se distribuyeron lentes especiales que les permitía a los acomodadores de las salas percatarse de cualquier posible grabación ilegal. La principal preocupación de la productora era que con la diferencia de días entre el estreno en Reino Unido y en el resto del mundo la película terminase siendo distribuida por Internet.
A fines de 2003, Dan Fellman, presidente de distribución de Warner Brothers, había anunciado que una versión del largometraje en formato IMAX se estrenaría simultáneamente a la versión convencional.

### Lanzamientos internacionales
| País                                                                          | Fecha de estreno                 |
| ----------------------------------------------------------------------------- | -------------------------------- |
| Alemania                                                                      | Jueves 3 de junio de 2004        |
| Argentina                                                                     | Jueves 3 de junio de 2004        |
| Australia                                                                     | Jueves 10 de junio de 2004       |
| Austria                                                                       | Viernes 4 de junio de 2004       |
| Bélgica                                                                       | Miércoles 2 de junio de 2004     |
| Belice · Costa Rica · El Salvador · Guatemala · Honduras · Nicaragua · Panamá | Viernes 23 de julio de 2004      |
| Bolivia                                                                       | Jueves 10 de junio de 2004       |
| Brasil                                                                        | Viernes 4 de junio de 2004       |
| Bulgaria                                                                      | Viernes 18 de junio de 2004      |
| Chile                                                                         | Jueves 15 de julio de 2004       |
| China                                                                         | Viernes 10 de septiembre de 2004 |
| Colombia                                                                      | Viernes 11 de junio de 2004      |
| Corea del Sur                                                                 | Viernes 16 de julio de 2004      |
| Croacia                                                                       | Jueves 24 de junio de 2004       |
| Dinamarca                                                                     | Viernes 11 de junio de 2004      |
| Ecuador                                                                       | Viernes 11 de junio de 2004      |
| Egipto                                                                        | Miércoles 2 de junio de 2004     |
| EAU                                                                           | Miércoles 9 de junio de 2004     |
| Eslovenia                                                                     | Jueves 17 de junio de 2004       |
| España                                                                        | Viernes 18 de junio de 2004      |
| Estados Unidos · Canadá                                                       | Viernes 4 de junio de 2004       |
| Estonia                                                                       | Viernes 11 de junio de 2004      |
| Filipinas                                                                     | Miércoles 2 de junio de 2004     |
| Finlandia                                                                     | Miércoles 4 de agosto de 2004    |
| Francia                                                                       | Miércoles 2 de junio de 2004     |

| País                         | Fecha de estreno                         |
| ---------------------------- | ---------------------------------------- |
| Grecia                       | Viernes 10 de septiembre de 2004         |
| Hong Kong                    | Jueves 8 de julio de 2004                |
| Hungría                      | Jueves 10 de junio de 2004               |
| India                        | Viernes 4 de junio de 2004               |
| Indonesia                    | Miércoles 16 de junio de 2004            |
| Islandia                     | Viernes 4 de junio de 2004               |
| Israel                       | Jueves 10 de junio de 2004               |
| Italia                       | Viernes 4 de junio de 2004               |
| Japón                        | Sábado 26 de junio de 2004               |
| Letonia                      | Viernes 18 de junio de 2004              |
| Líbano                       | Jueves 1 de julio de 2004                |
| Lituania                     | Viernes 4 de junio de 2004               |
| Malasia                      | Jueves 3 de junio de 2004                |
| México                       | Viernes 4 de junio de 2004               |
| Noruega                      | Viernes 11 de junio de 2004              |
| Nueva Zelanda                | Jueves 10 de junio de 2004               |
| Países Bajos                 | Jueves 3 de junio de 2004                |
| Perú                         | Jueves 3 de junio de 2004                |
| Polonia                      | Viernes 4 de junio de 2004               |
| Portugal                     | Jueves 29 de julio de 2004               |
| Puerto Rico                  | Jueves 3 de junio de 2004                |
| Reino Unido Irlanda          | Lunes 31 de mayo de 2004                 |
| República Checa · Eslovaquia | Jueves 10 de junio de 2004               |
| Rumania                      | Viernes 18 de junio de 2004              |
| Rusia                        | Jueves 3 de junio de 2004                |
| Serbia y Montenegro          | Jueves 22 de julio de 2004               |
| Singapur                     | Jueves 3 de junio de 2004                |
| Sudáfrica                    | Viernes 11 de junio de 2004              |
| Suecia                       | Jueves 10 de junio de 2004               |
| Suiza                        | Miércoles 2 de junio de 2004             |
| Tailandia                    | Miércoles 2 de junio de 2004             |
| Taiwán                       | Sábado 5 de junio de 2004                |
| Turquía                      | Viernes 4 de junio de 2004               |
| Ucrania                      | Jueves 3 de junio de 2004                |
| Uruguay                      | Viernes 11 de junio de 2004              |
| Venezuela                    | Viernes 23 de julio de 2004              |
| España                       | Lunes 7 de abril de 2008 (Relanzamiento) |

### Calificación por edades
Tras unas declaraciones del productor David Heyman se especuló que la cinta podría llegar a recibir una restricción en su exhibición para con los menores de 13 años. Sin embargo, las calificaciones que recibió finalmente distaron en su mayoría de las especulaciones.
En Estados Unidos, la Motion Picture Association of America certificó que la película era merecedora de la calificación PG («Parent’s Guidance Suggested», es decir, «Se sugiere la orientación de los padres»), según la cual se recomienda que los padres se informen de los contenidos de la película pues a su juicio algunos de éstos podrían resultar inadecuados para el público infantil. En Reino Unido, la cinta recibió idéntica calificación así como en Irlanda y Canadá.
En algunos países, el filme recibió otras calificaciones:
- Apta para todo público: Argentina, Corea del Sur, Italia, Japón, Chile, México, Perú.
- Apta para mayores de 9 años: Países Bajos, Noruega.
- Apta para mayores de 10 años: Suiza, Brasil.
- Apta para mayores de 11 años: Suecia.
- Apta para mayores de 12 años: Alemania.
- Apta para mayores de 14: Hungría.

### Críticas
El filme obtuvo críticas internacionales altamente positivas, consiguiendo el 90% del «Certificado de Frescura» en el sitio web Rotten Tomatoes. El consenso acerca del filme quedó expresado en la siguiente frase: «En manos de Cuarón, Azkaban consigue que la profundidad emocional acompañe a la hechicería técnica». A su vez, el portal Metacritic –que reúne las reseñas publicadas por los principales medios de Estados Unidos– calculó que la película había cosechado un 82% de críticas favorables sobre la base de 40 comentarios recogidos.

#### Estados Unidos y Reino Unido
En Estados Unidos, la película recibió una crítica muy positiva en la revista on-line Salon, donde Stephanie Zacharek destacó el trabajo de fotografía, narración y puesta en escena; la especialista opinó que la nueva entrega presentaba importantes diferencias con los dos primeros episodios dirigidos por Chris Columbus:

[...] El prisionero de Azkaban es la primera película auténticamente Potter, la primera que captura no solo la nostalgia de los libros sino también el modo en que la magia subyace bajo lo mundano en lugar de sólo limitarse a cabriolas extravagantes. Gracias a su espíritu auténticamente romántico, Cuarón sabe que el secreto para lograr grandes fantasías es el naturalismo.

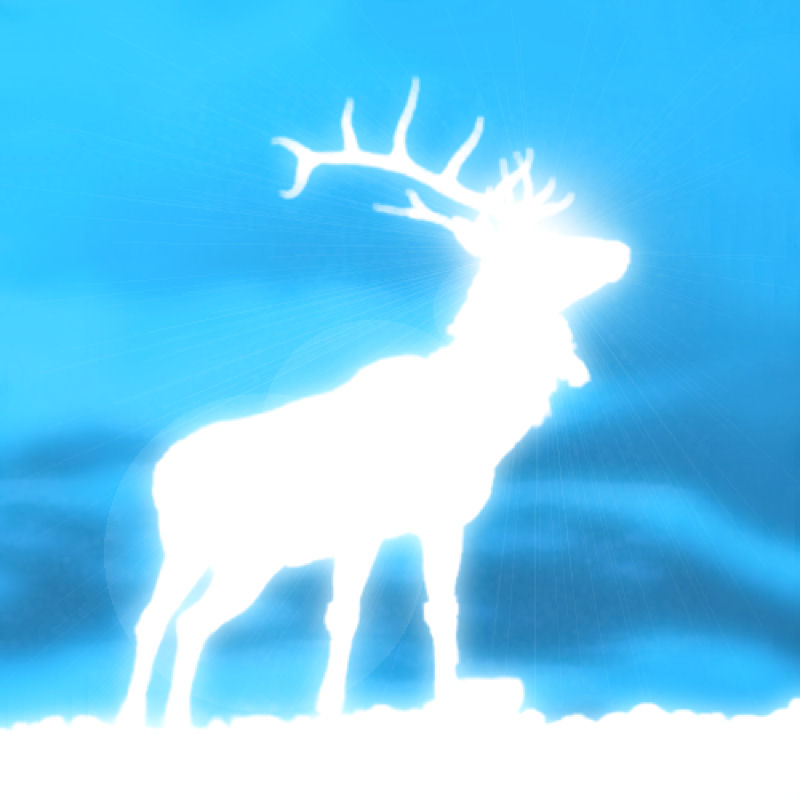
El patronus de Harry, hechizo que le permite repeler a los dementores

«La película infantil más fascinante que se haya visto en años» fue la frase con la que definió la cinta Peter Rainer, crítico de New York Magazine. Y agregó: «Por supuesto, como cualquier clásico infantil verdadero resulta igual de mágico para un adulto». El crítico de la revista Rolling Stone, Peter Travers, calificó con tres estrellas y media sobre cuatro el filme, una valoración muy positiva, y comentó que «Es una película que puede verse sola, incluso si nunca has oído sobre J. K. Rowling y su joven hechicero (...) Cuarón se anota un triunfo al invocar liricidad, magia negra y risas para que acudan a la fiesta». El periódico San Francisco Chronicle publicó un comentario de Mick LaSalle, quien opinó que a pesar de ciertas omisiones, el trabajo del nuevo director había conseguido brindar un espectáculo mucho más adulto que el visto en las películas predecesoras. En LA Weekly, Ella Taylor definió a El prisionero de Azkaban como la mejor película de la saga.
Otra reseña favorable provino del semanario Time, donde se elogió la mejora en el acabado técnico de la película y en las actuaciones de Daniel Radcliffe, Rupert Grint y Emma Watson, aunque se señaló que el elenco adulto todavía resultaba demasiado imponente para las características de la película. Publicaciones estadounidenses como The Washington Post, Boston Globe y Entertainment Weekly también otorgaron puntajes positivos aunque en diferente grado. Por ejemplo, Entertainment Weekly concedió la calificación B+, destacando que se había producido una maduración con respecto a los filmes anteriores pero que la serie de películas aún adolecía de ciertos males que no aquejaban a los libros. En el periódico The New York Times se concluyó que:

Esta es, sin dudas, la más interesante de las tres películas Potter, en parte gracias a que es la primera que se ve y se siente como tal en vez de una representación leída con efectos especiales de fondo. [...] El mundo mágico del Sr. Cuarón, fotografiado por el talentoso neozelandés Michael Seresin, es más granulado y lúgubre que el de Columbus. De entrada se lo siente más peligroso, más rigurosamente encantado y real.

Menos entusiasta fue el comentario firmado por crítico Roger Ebert en Chicago Sun-Times; Ebert afirmó que, aunque afirmó que la película poseía su encanto no resultaba superior a las anteriores, algo similar a lo que expresó Ann Hornaday en su comentario para The Washington Post.
En Reino Unido, la película también consiguió opiniones muy positivas en los periódicos The Times, The Belfast Telegraph y The View London. En el periódico The Telegraph londinense, David Gritten expresó que la cinta «finalmente hace justicia a la elevada imaginación de J. K Rowling» y que las adiciones al reparto otorgaban frescura a la producción. La crítica del sitio web la cadena BBC también apreció la calidad del diseño de producción y del filme en su conjunto. La revista Empire remarcó que la película se beneficiaba ampliamente por las innovaciones narrativas y visuales introducidas por Cuarón y por el desempeño de los diferentes apartados artísticos. Aun así se señaló que subsistían algunos problemas narrativos y actorales heredados de las adaptaciones anteriores.
Sin embargo, la película no estuvo exenta de comentarios menos entusiastas o directamente negativos. Desde el periódico The Guardian, Peter Bradshaw consideró que la película era buena pero inferior a su predecesora. En una crítica negativa publicada en The Independent se criticó que el excesivo recorte de subtramas arruinaba la calidad de la película y que el director perdía el hilo de la narración por concentrarse demasiado en la atmósfera.

#### Hispanoamérica y España
Entre los medios hispanohablantes proliferaron también los comentarios positivos.
Desde el periódico español El País, M. Torreiro caracterizó al filme como «Una mezcla entre innovación y tradición tan sabia como efectiva... aunque tal vez en esta parte se queden por el camino los admiradores más pequeños de la saga del joven aspirante a hechicero». La crítica del diario El Mundo de España afirmó que «Kloves y Cuarón han hecho una película divertida y aventurera, pero con un componente romántico y otro realista (en el retrato de personajes) que le añaden interés».
En otras latitudes como el México natal del realizador, El prisionero de Azkaban también recibió elogios en medios de prensa como El Universal y El Siglo de Torreón. Los medios argentinos también acogieron favorablemente el estreno con críticas elogiosas. El crítico del Diario Clarín, Pablo Scholtz, calificó la cinta con cuatro estrellas sobre un total de cinco. « Con pasadizos secretos, una casa de gritos, verdugos y traiciones a la luz de la luna (…) el despliegue visual, los efectos especiales y la música de John Williams hacen mucho por la historia, bastante sombría y tenebrosa, que la convierten en la más apasionante de la saga hasta el momento» escribió en su comentario. Diego Battle del periódico La Nación habló sobre el enorme giro de timón que suponía el cambio de realizador para la saga: «El ingreso del talentoso director mexicano Alfonso Cuarón en reemplazo del impersonal Chris Columbus ha provocado un notable salto artístico en la saga de Harry Potter (...) no sólo es mucho más ambiciosa y audaz en términos visuales y narrativos que sus dos predecesoras, sino que conlleva además una fuerte dosis de riesgo para una franquicia».

### Recaudación
La cinta rompió numerosos récords de recaudación a nivel mundial. En primer lugar, se convirtió (en su momento) en el estreno que más dinero había recaudado en un solo día en Gran Bretaña, ganando 5,3 millones de libras un lunes. En segundo lugar, la cinta consiguió 93,7 millones de dólares durante su primer fin de semana en Estados Unidos –donde fue estrenada en 3855 cines–, logrando la apertura de taquilla más grande de todos los tiempos después de Spider-Man 2, Shrek 2 y Hulk. Con ello también superó las recaudaciones de apertura conseguidas por La piedra filosofal y La cámara secreta en el mismo país.
En el fin de semana de apertura en Francia, la película consiguió 17,7 millones de dólares (12,9 millones de euros), convirtiéndose en el estreno más exitoso para un filme de procedencia anglosajona y el mejor en términos económicos después de Astérix & Obélix: Misión Cleopatra y Taxi 2. En Alemania debutó con una recaudación de 15,2 millones de dólares y en Italia con 6,9 millones en 743 pantallas, lo que representó una mejora del 6% con respecto a la película predecesora. En México, país natal del director, la película consiguió el segundo mejor arranque después de Spider-Man 2, con 5,2 millones de dólares, un 77% mejor que en el caso de la primera película y un 36% con respecto a la segunda. En Argentina alcanzó la cifra de 2,2 millones de pesos en 143 salas y en Brasil 6,1 millones de reales.
Según estudios demográficos, la audiencia de la película estuvo compuesta en un 60% de personas menores de 17 años, lo que marcó un aumento en la edad promedio del público. Fuera del territorio anglosajón, la película fue el estreno que mejor recaudación consiguió en el año, ya que se embolsó 546 millones de dólares.
El prisionero de Azkaban logró un monto de 795,5 millones de dólares a nivel mundial, lo cual la convirtió en el segundo filme más exitoso de 2004, solo superada por Shrek 2. A pesar de sus exitosos logros en la taquilla, El prisionero de Azkaban es considerado el film de Harry Potter que menos ha recaudado en la taquilla (los demás han superado los 875 millones de dólares a nivel mundial).

### Premios y nominaciones
Harry Potter y el prisionero de Azkaban fue nominada a la mejor banda sonora (John Williams) y a los mejores efectos visuales en los 77.os Premios Óscar realizados en 2005. Ésta fue la segunda película de la serie en ser nominada a un Óscar.
La película también se posiciona en el n.º 471 en la lista de 2008 de las 500 películas más geniales de todos los tiempos de la revista Empire. La IGN designó a Harry Potter y el prisionero de Azkaban como la quinta mejor película de fantasía. Adicionalmente, Moviefone designó a la película como la décima mejor de la década. En 2011, la película fue votada como película de la década en los First Light Awards por niños entre 5 y 15 años.
| Premio                               | Categoría                                                                 | Nominado(s)                                                   | Resultado |
| ------------------------------------ | ------------------------------------------------------------------------- | ------------------------------------------------------------- | --------- |
| Premios Óscar                        | Mejor banda sonora                                                        | John Williams                                                 | Nominado  |
| Premios Óscar                        | Mejores efectos visuales                                                  | Tim Burke, Roger Guyett, Bill George y John Richardson        | Nominado  |
| Premios Amanda                       | Mejor película extranjera                                                 |                                                               | Nominada  |
| Premios BAFTA                        | Mejor diseño de producción                                                | Stuart Craig                                                  | Nominado  |
| Premios BAFTA                        | Mejores efectos visuales                                                  | Tim Burke, Roger Guyett, Bill George y John Richardson        | Nominado  |
| Premios BAFTA                        | Mejor maquillaje                                                          | Amanda Knight, Eithne Fennel y Nick Dudman                    | Nominado  |
| Premios BAFTA                        | Mejor película                                                            |                                                               | Nominada  |
| BAFTA Children's Awards              | Mejor película                                                            | David Heyman, Chris Columbus, Mark Radcliffe y Alfonso Cuarón | Nominado  |
| Broadcast Film Critics Association   | Mejor película familiar (acción en vivo)                                  |                                                               | Nominada  |
| Broadcast Film Critics Association   | Mejor actor joven                                                         | Daniel Radcliffe                                              | Nominado  |
| Broadcast Film Critics Association   | Mejor actriz joven                                                        | Emma Watson                                                   | Nominada  |
| Premios Grammy                       | Mejor álbum de banda sonora para película, televisión u otro medio visual | John Williams                                                 | Nominado  |
| Premios Hugo                         | Mejor representación dramática                                            |                                                               | Nominada  |
| Kid's Choice Awards                  | Película favorita                                                         |                                                               | Nominada  |
| MTV Movie Awards                     | Mejor actor revelación                                                    | Daniel Radcliffe                                              | Nominado  |
| Premios Phoenix Film Critics Society | Mejor película familiar de acción en vivo                                 |                                                               | Ganadora  |
| Premios Saturn                       | Mejor película de fantasía                                                |                                                               | Nominada  |
| Premios Saturn                       | Mejor director                                                            | Alfonso Cuarón                                                | Nominado  |
| Premios Saturn                       | Mejor actor de reparto                                                    | Gary Oldman                                                   | Nominado  |
| Premios Saturn                       | Mejor actuación de joven actor o actriz                                   | Daniel Radcliffe                                              | Nominado  |
| Premios Saturn                       | Mejor guion de cine                                                       | Steve Kloves                                                  | Nominado  |
| Premios Saturn                       | Mejor banda sonora                                                        | John Williams                                                 | Nominado  |
| Premios Saturn                       | Mejor vestuario                                                           | Jany Temime                                                   | Nominada  |
| Premios Saturn                       | Mejor maquillaje                                                          | Nick Dudman y Amanda Knight                                   | Nominados |
| Premios Saturn                       | Mejores efectos especiales                                                | Roger Guyett, Tim Burke, Bill George y John Richardson        | Nominados |
| Teen Choice Awards                   | Mejor película de verano: drama/acción aventura                           |                                                               | Ganadora  |
| Teen Choice Awards                   | Mejor película de verano                                                  |                                                               | Nominada  |

#### Reconocimientos delAmerican Film Institute
- AFI's 100 años... 100 películas — Nominada[185]
- AFI's 10 Top 10 — Nominada a Película de fantasía[186]

## DVD
El DVD de la película se comercializó el 23 de noviembre de 2004. Como en el caso de las películas anteriores se pusieron a la venta dos ediciones: una simple que contenía la película y los avances cinematográficos de los tres primeros filmes y otra de dos discos con contenido extra. En todos los casos se utilizó sonido Dolby Digital 5.1.
La edición de dos discos contó con escenas eliminadas durante el proceso de edición. Entre ellas se incluyeron minutos adicionales del viaje en el Autobús Noctámbulo y la secuencia del pájaro asesinado por el Sauce Boxeador, el ataque nocturno de Sirius Black y la aparición del hidalgo Sir Cadogan. Además de ese material, el DVD contó con varios contenidos interactivos: el juego «Atrapa a Scabbers», una lección de Defensa contra las Artes Oscuras, un tour por la tienda Honeydukes siguiendo a los gemelos Weasley, y una misión de Sir Cadogan. Se incluyó también un videoclip con la canción «Double Trouble» subtitulada para hacer una práctica con el coro de Hogwarts y un juego en el cual había que descubrir los detalles escondidos en diferentes planos de la película.
Por otro lado, el segundo disco contó con una serie de documentales como «Creando la visión», en el cual Alfonso Cuarón, J. K. Rowling y otros especialistas hablan sobre aspectos generales de la cinta; «De cabeza a cabeza reducida» consistió en una serie de entrevistas a los miembros del elenco realizadas por Johnny Vaughan y Lenny Henry como la cabeza reducida; en «Cuidado de las criaturas mágicas» se entrevistó a los diferentes encargados del trabajo con animales y «Conjurando una escena» es un detrás de escena sobre los efectos visuales de la película.
Además, el DVD incluyó el tráiler del videojuego desarrollado por EA Games y como contenido especial para las PC con DVD-ROM una cronología de los sucesos de la serie y cromos intercambiables.

## Diferencias con el libro
Esta es la segunda adaptación cinematográfica más corta respecto a la novela homónima (142 minutos), por detrás de Harry Potter y la Orden del Fénix, sin tener en cuenta Harry Potter y las reliquias de la Muerte: parte 1 (130 minutos), ya que su corta duración se compensa con la parte 2. Entre algunas de las diferencias de la novela con la película, se pueden observar:

### Historia
- En la película nunca se menciona que los creadores del mapa son James Potter y sus amigos, aunque Harry lo deduce en el clímax cuando Sirius le dice a Harry que «el mapa nunca miente» y al final cuando Lupin tras tenerlo decomisado pronuncia «Travesura realizada» poco antes de devolvérselo a Harry.
- En el libro Harry recibe cartas y llamadas de sus amigos y algún profesor en casa de los Dursley que no aparecen, a excepción del libro que le manda Hagrid, que en el libro recibe en la casa mientras que en la película lo recibe después de irse.
- En la película, Harry no concurre al callejón Diagon; llega al Caldero Chorreante el día anterior al comienzo de curso (en el libro llega dos semanas antes) y Fudge ya le ha comprado sus libros.
- En la película cuando todos llegan a Hogwarts en lugar de la Ceremonia de Selección habitual en los libros es visto un coro de estudiantes de Hogwarts el cual no es mencionado en ninguno de los libros
- En el libro, el buscador contrario de este partido es Cedric Diggory; Harry pierde de vista la snitch dorada, empieza a oír una voz de mujer a la vez que aparecen los dementores, luego se desmaya y más tarde se entera de que Cedric atrapó la snitch y Gryffindor perdió, mientras que en la película Harry sigue a la snitch hasta que el buscador contrario es alcanzado por un rayo y cae, luego vuelve a verla y aparecen los dementores, pero no oye ninguna voz, uno le ataca, se desmaya y cae (luego se entera de que perdieron pero sin mencionar que Cedric atrapó la snitch ya que Cedric no aparece en la película).
- En el libro hay un partido contra Ravenclaw en el que juega Cho Chang que no aparece en la película.
- En el libro, Harry va por primera vez a Hogsmeade a escondidas y sin usar la Capa de la Invisibilidad, usándola sólo en la segunda salida, mientras que en la película la lleva desde la primera incursión.

- Antes de comprobar que Pettigrew está vivo, Harry escucha una profecía de la profesora Trelawney, anunciando su huida y su reunión con Voldemort. En el libro Harry escucha esto en su examen de Adivinación. En la película lo hace cuando va a devolver la bola de cristal que Hermione saca del aula al tirarla al suelo de un manotazo.
- En el libro, Harry recibe la Saeta de Fuego en Navidad y la utiliza en algunos partidos, mientras que en la película no la recibe hasta el final y no la usa en ninguno.
- En la película Harry se entera de que Sirius Black va tras de él porque en el Caldero Chorreante el señor Weasley lo aparta un momento del grupo y le habla acerca de lo que ocurre y le advierte que no vaya detrás de él, mientras que en el libro no ocurre así; Harry entra en la habitación de Ron y Percy y ve a estos discutiendo por la insignia de Percy y este decide salir de la habitación y entonces ve en el comedor del Caldero Chorreante al señor y la señora Weasley hablando sobre lo de Sirius Black que está en busca de Harry y de querer matarlo, y Harry escucha la conversación a escondidas.
- En la película Harry se entera de que Sirius Black es su padrino porque este se encuentra a la señora Rosmerta, la camarera y dueña de Las Tres Escobas, al ministro Cornelius Fudge y a la profesora McGonagall que entran a una habitación trasera del bar para hablar de Harry y este entra a escondidas con la capa de invisibilidad a escuchar la conversación dejando a Ron y Hermione fuera del bar mientras que en el libro Harry esta en el bar de Las Tres Escobas bebiendo cerveza de mantequilla con Ron y Hermione sentados en una mesa de la esquina y de pronto ve que entran Hagrid, el ministro de magia Cornelius Fudge, la profesora McGonagall y Flitwick y se encuentran allí con la señora Rosmerta para hablar de Harry mientras que este se esconde debajo de la mesa con la capa de invisibilidad y Ron y Hermione hacen un conjuro para poner el árbol de Navidad delante de ellos y que no los vean.

### Artístico
- En el libro, en el mapa del merodeador se ven los cuerpos de las personas hechos de tinta, mientras que en la película sólo se ven sus huellas.
- En la película la Nimbus 2000 se parte en dos mientras que en el libro sólo queda una docena de astillas y ramas al chocar contra el sauce boxeador.
- En el libro, cuando Hermione abre la celda de Sirius Black para liberarlo, utiliza el hechizo alohomora y abre la cerradura de una ventana, mientras que en la película utiliza bombarda (que no aparece en ninguno de los libros) y hace estallar la cerradura de una puerta.

### Menores
- Al principio de la película, Harry está practicando el hechizo lumos máxima bajo las sábanas mientras que en el libro estudia Historia de la Magia para hacer un trabajo.
- En la película, la escena previa al partido en la que Hermione impermeabiliza las gafas de Harry para la lluvia es omitida. Además, en el libro lleva sus propias gafas mientras que en la película lleva unas especiales deportivas como de buceo ajustadas.
- En la película el autobús Noctámbulo que coge Harry para huir de casa de sus tíos va a toda prisa por las calles de Londres hasta llegar al Caldero Chorreante, mientras que en el libro el autobús Noctámbulo antes de llegar al Caldero Chorreante recorre los campos de toda Inglaterra e incluso va hasta Gales, además de que Harry no menciona su nombre y dice llamarse Neville Longbottom, escena que en la película no sale.
- En el libro el chofer del autobús Noctámbulo Ernie Prang conduce solo y habla por sí solo mientras que en la película el chofer solo se dedica a conducir el autobús mientras que una pintoresca cabeza que está colgada en la cabina del autobús dirige las maniobras y habla por el chofer.
- En el libro cuando Harry va a escaparse a Hogsmeade a través de un túnel subterráneo para llegar a Honeydukes entra por dicho túnel a través de una estatua de una bruja tuerta que se encuentra en el propio castillo; esta escena no aparece en la película.